# Kuchnia holenderska

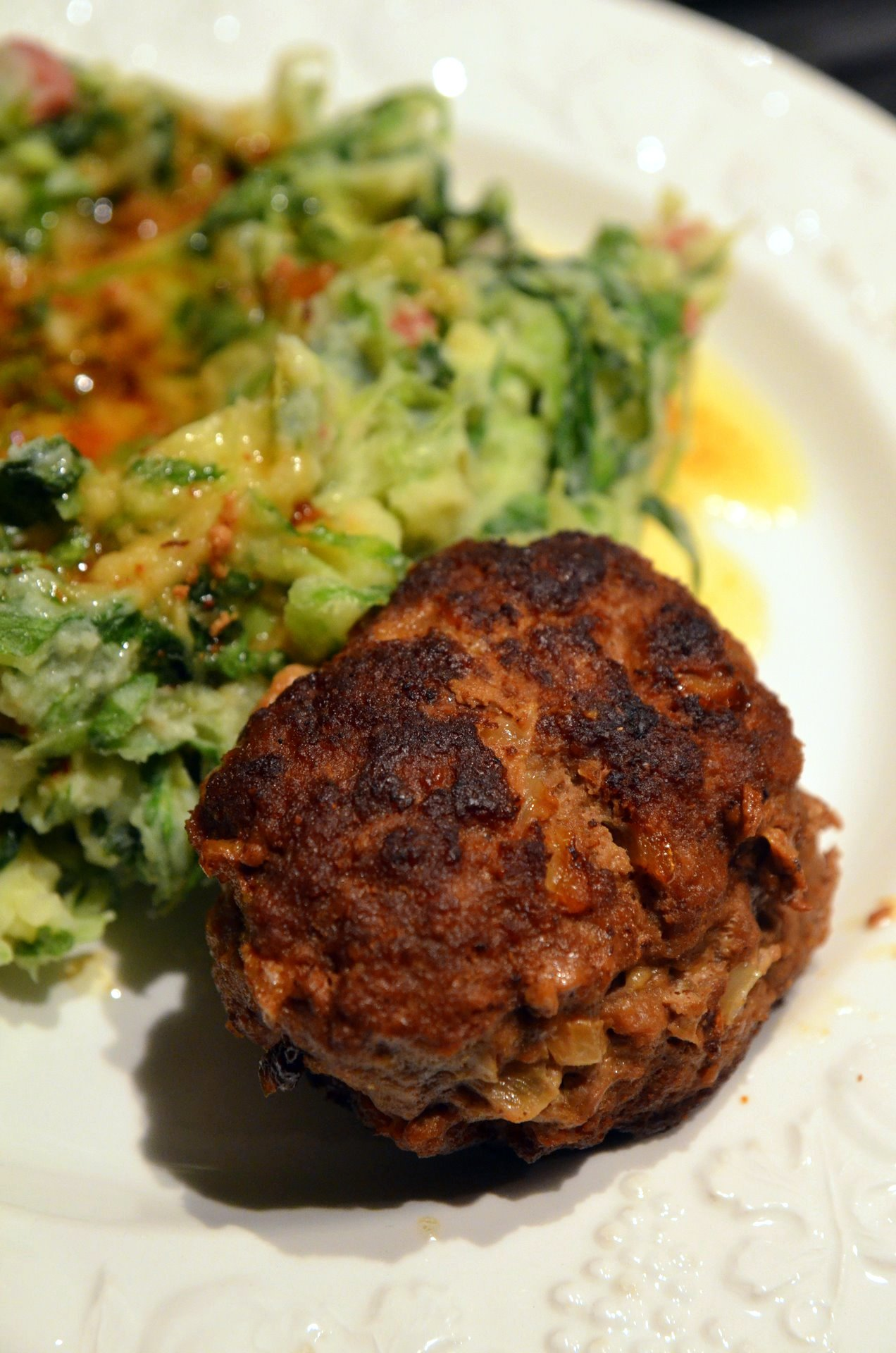
Utłuczone ziemniaki z endywią, czyli andijviestamppot i holenderski kotlet mielony gehaktbal, polane sosem jus

Kuchnia holenderska – narodowa kuchnia Holendrów, oferująca proste, pożywne, tanie i zdrowe potrawy.
Podstawowymi składnikami większości jej współczesnych tradycyjnych dań obiadowych są: ziemniaki, warzywa i mięso, ugotowane osobno lub łącznie w postaci stamppotu – potrawy charakterystycznej dla kuchni holenderskiej, występującej w wielu wariantach, do której często podawana jest kiełbasa rookworst. W dalszym ciągu to „kulinarne trio” stoi 3 do 4 razy w tygodniu na stole, a w przypadku starszych generacji 5 do 6 razy w tygodniu. Większość Holendrów spożywa ciepły posiłek wspólnie z rodziną w domu około godziny 6 wieczorem. Lista tradycyjnych potraw obejmuje między innymi: zupę grochową erwtensoep, zupę z brązowej fasolki bruine bonensoep, hutspot, hachee, kotlet mielony gehaktbal polany sosem jus, uitsmijter, poffertjes i pannenkoeken. W tradycyjnym menu goszczą też ryby. Na ulicy od końca maja do początku lipca można kupić tradycyjną zakąskę – wypatroszonego solonego śledzia z cebulką pokrojoną w kostkę tzw. Hollandse Nieuwe lub maatjesharing. Kuchnia holenderska słynie z serów żółtych, które wyrabiano już w starożytności. 
Ze względu na uwarunkowania historyczne – byłe kolonie – kuchnia Holendrów uległa wpływom innych kuchni, głównie wpływowi kuchni indonezyjskiej. Zaś z drugiej strony osadnicy holenderscy wywarli wpływ na rozwój kuchni w Ameryce Północnej. Ważną rolę w kuchni już od XVII wieku odgrywają przyprawy korzenne, które wchodzą w skład tradycyjnych ciasteczek (speculaas, pepernootjes i kruidnoten) oraz piernika śniadaniowego ontbijtkoek, a także dodają smaku ugotowanym warzywom (czerwona kapusta z goździkami, kalafior z gałką muszkatołową czy mus jabłkowy z cynamonem). W ostatnim dniu roku masowo jedzone są oliebollen, zaś na Dzień Króla ciastko tompoes z glazurą w narodowym kolorze, czyli pomarańczowym. Ulubionymi cukierkami są czarne dropjes z lukrecji. 
Na rynku dostępny jest szeroki asortyment półproduktów spożywczych oraz gotowe posiłki kant-en-klaar wymagające jedynie podgrzania. Coraz częściej w domowym menu, obok potraw tradycyjnych, goszczą potrawy pochodzące z kuchni chińskiej, włoskiej, hiszpańskiej i tureckiej. Aby zjeść coś na szybko Holendrzy mają do wyboru nie tylko międzynarodowe bary szybkiej obsługi, ale mogą także skorzystać z rodzimych snack barów, oferujących unikalny asortyment przekąsek smażonych na głębokim oleju, które są serwowane razem z frytkami lub w bułeczce.

## Historia

### Czasy Germanów pod panowaniem Cesarstwa Rzymskiego
Od około 58 roku p.n.e., po wkroczeniu legionów Juliusza Cezara, i przez następnych około 400 lat (do końca III wieku n.e.) obecne tereny Belgii i Holandii oraz zamieszkujące je ludy germańskie znajdowały się pod panowaniem i wpływami cesarstwa rzymskiego, podobnie jak duża część innych obszarów Europy Zachodniej. Informacji o sposobie odżywiania się ludów germańskich dostarczyły potomnym zapiski skrybów rzymskich. Według nich Germanie spożywali głównie mięso z hodowanych zwierząt (bydła, owiec, kóz i świń), dziczyznę, pszenicę, owoce i ser. Hodowano także konie, ale nie wiadomo, czy także na spożycie. Krowy, kozy i owce były źródłem nie tylko mięsa, ale również mleka. Ze świniny na terenach współczesnej Belgii wyrabiano już wtedy szynki. Polowano na dzikie gęsi i kaczki, kuropatwy, słonki oraz zające i sarny. Łowiono przede wszystkim ryby słodkowodne (leszcze, węgorze, szczupaki, okonie, jesiotry, łososie), a z ryb słonowodnych poławiano makrele. Ze zbóż uprawiano pszenicę płaskurkę, jęczmień, proso, owies i w mniejszym stopniu żyto. Poza tym chłopi uprawiali rośliny strączkowe (groch i fasolę) oraz len na olej i włókno.

### 400–1300
Istniało duże zróżnicowanie pomiędzy tym, co spożywali ubodzy, a tym, co gościło na stołach najbogatszych. Bogatym nie brakowało w diecie mięsa, drobiu, dziczyzny, ryb i nabiału, a ich posiłki były obfite. Jedzenie chłopów i pracowników najemnych było bardzo proste i ubogie w mięso.
Hodowano te zwierzęta, które dostarczały pożywienia (mięsa, tłuszczu i mleka) oraz skórę lub wełnę.
Z uprawianego jęczmienia robiono i gotowano kaszę (nid. pap, ewentualnie brij), a z żyta pieczono chleb (żytni). Przede wszystkim kasza stanowiła podstawowy posiłek w ciągu dnia dla większości ludzi, gdyż do jej przygotowania nie był potrzebny piec, który był niezbędny do upieczenia chleba, a jedynie kocioł zawieszony nad ogniem. Obok kaszy jęczmiennej do sporządzania potraw używano też kaszy gryczanej i owsianej.
Inną prostą potrawą był klont, czyli mąka zmieszana z mlekiem, z dodatkiem posiekanych liści szałwii i tymianku, łyżki smalcu i szczyptą soli do smaku, ugotowana w gorącej wodzie.
Bogaci, dla których w owym czasie chleb i kasza także stanowiły podstawę diety, mieli jednak do wyboru lepsze gatunki chleba, w tym pszennego, oraz delikatne w smaku kaszki pszenne.
W kotle zawieszonym nad ogniem gotowano kaszę bez mięsa, potrawy z ziaren zbóż z mięsem oraz potrawy na bazie grochu lub fasoli. Rośliny strączkowe nie były wówczas zaliczane do warzyw. Nasiona roślin strączkowych jedzono ugotowane i doprawione do smaku cebulą, selerem i solą. Ewentualnie były gotowane razem z małym kawałkiem solonego mięsa. Ponadto do sporządzania pożywienia wykorzystywano też warzywa korzenne, głównie korzeń pasternaku. Kasza, chleb, nasiona roślin strączkowych i pasternak były podstawowymi składnikami diety. Jedzono natomiast mało warzyw we współczesnym rozumieniu tego słowa. Ponadto jako pożywienie, o ile składniki te były dostępne, wykorzystywano: soczewicę, ryby i mięczaki, dziczyznę, mięso ze zwierząt hodowlanych, jaja, mleko, ser i owoce, a z warzyw szparagi, buraki ćwikłowe, brokuły, kapustę, pory, sałatę i brukselkę.
Jedzenie doprawiano do smaku cebulą, czosnkiem i solą. Słodzono głównie miodem, który był tańszy niż cukier trzcinowy sprowadzany z Południowej i Południowo-Wschodniej Azji. Używano oleju lnianego i oliwy z oliwek.
Kotły do gotowania były wykonane z brązu lub żelaza. Jedzenie przechowywano w glinianych naczyniach.
Pito piwo, serwatkę, mleko i wino. Najubożsi pili wodę. Mleko było jednak przede wszystkim wykorzystywane do wytwarzania masła i sera, i niezbyt popularne jako napój. Napojem ludu było piwo. Było ono tańsze niż wino i czystsze niż zwykła woda, gdyż podczas jego warzenia woda była zagotowywana. Pito je przez cały dzień do posiłków, od rana do wieczora. Było to słabe piwo o niskiej zawartości alkoholu, niesłodowane, wyrabiane po domach. Natomiast specjalnie na uczty warzono mocniejsze piwo. Przedstawiciele wyższych stanów społecznych pili różne gatunki wina, przy czym preferowano wina młode. Popularne było też grzane wino. Woda miała złą jakość i nie zawsze zaopatrzenie w wodę pitną było optymalne. Wodę pili tylko najbiedniejsi lub gdy brakowało piwa, np. z powodu złych zbiorów zboża. Woda, serwatka, maślanka i mleko zaczęły zyskiwać na popularności dopiero później, od XVI, XVII wieku. Rano dla odmiany zamiast piwa pito miód pitny.
Szczególnie ceniono ziarna zbóż, bo z nich można było wyprodukować różne kasze, upiec chleb, zrobić ciasto oraz warzyć piwo. Ziarna zbóż przez wiele różnych wieków stanowiły podstawę przyrządzanych potraw, zaś piwo było przez długi czas najważniejszym napitkiem.

### 1300–1500

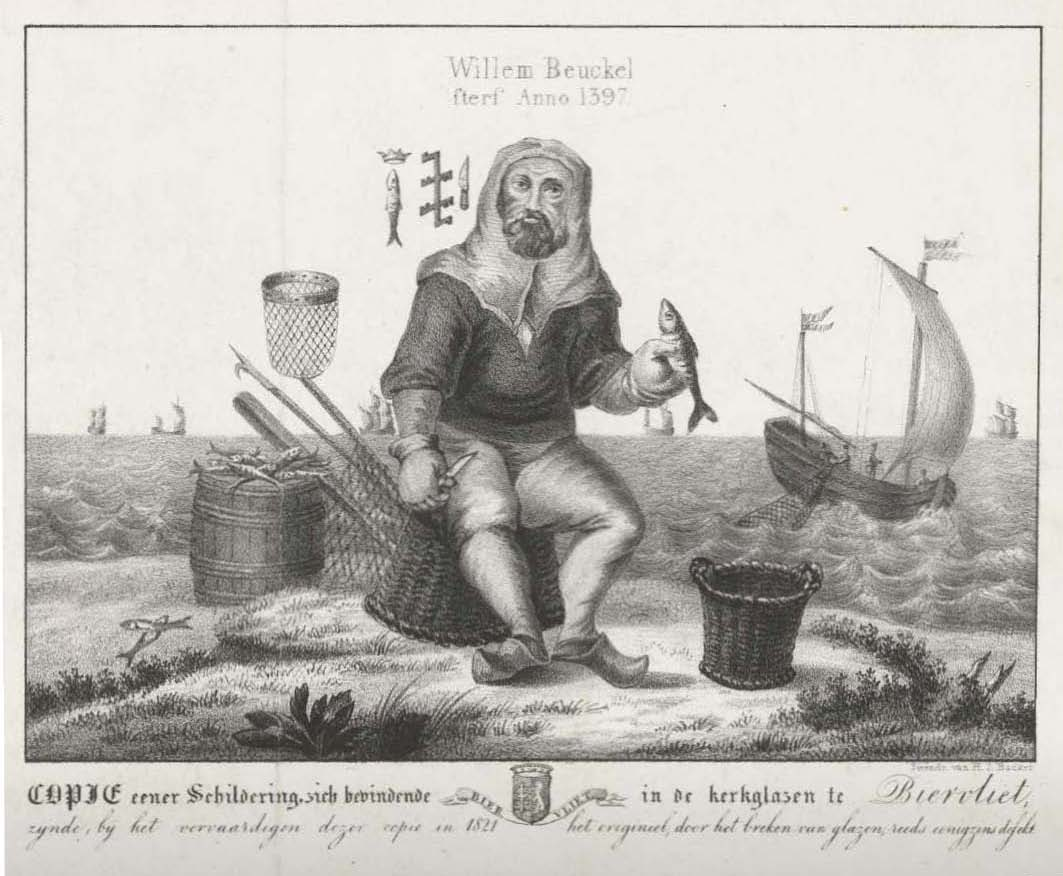
Willem Beukelszoon z Biervliet na litografii z 1821; obecnie w Rijksmuseum

Do czasów współczesnych zachowały się jedynie nieliczne dokumenty traktujące o jedzeniu i napojach z okresu Niderlandów. Dotyczyły one tych potraw, które gościły na stołach najwyższych klas świeckich i duchownych podczas uroczystości jak śluby czy bankiety. Najprawdopodobniej w późnym średniowieczu elity w całej Europie Zachodniej spożywały te same lub zbliżone potrawy o odmiennych nazwach, wzorując się na standardach kuchni francuskiej i włoskiej. Bardziej liczyła się obfitość jedzenia i napitków na stole (szczególnie mięsa i wina) niż jej jakość, m.in. ze względu na nieregularność w podaży żywności, ciągłe zagrożenie pomorem zwierząt domowych, nieurodzajami, zarazami i wojną.
W kuchni najbogatszych warstw używano dużo cukru i ostrych przypraw: kminku, cynamonu, imbiru, pieprzu i szafranu. Wszystkie potrawy wystawiano na stół jednocześnie. Nie zostały w owym czasie jeszcze wykształcone standardy zachowania się przy stole podczas jedzenia ani poczucie wyrafinowanego smaku kulinarnego, które kształtowały się i ewoluowały na przestrzeni wieków. Podczas przyjęć książęta, notable i wysocy rangą duchowni jedli i pili obficie, naśladując władców Burgundii.
Restrykcje religijne dotyczące spożywania mięsa i nabiału (zakazane podczas postów) oraz abstynencji (obowiązywała dwa razy w tygodniu i podczas postów) wywarły znaczny wpływ na rozwój kulinarny zarówno kuchni dworskiej, jak i chłopskiej. W dni postne spożywano ryby, które łowiono w morzu, rzekach i jeziorach, po czym przygotowywano na różne sposoby.
Według opowieści przekazywanych od wieków z pokolenia na pokolenie w 1386 Willem Beukelszoon z Biervliet wynalazł sposób sprawiania śledzi (nid. haringkaken) lub jedynie zainicjował sprawianie śledzi już na pokładzie statków rybackich. Czyszczenie polegało na usunięciu skrzeli i wnętrzności, poza trzustką, zanim śledzie były solone i upychane w beczkach. Dzięki enzymom trzustkowym zachodził proces „dojrzewania”, w wyniku którego śledzie zyskiwały specyficzny smak i były dłużej przydatne do spożycia.
Kreatywność w kuchni utrudniał zakaz używania masła w czasie postu. Do przyrządzania potraw postnych można było natomiast stosować olej z oliwek. Jadłospis w dniach postnych różnił się od tego, co jedzono w zwykłe dni niepostne oraz od potraw serwowanych podczas dni świątecznych i uroczystości. Jedzenie konserwowano przez suszenie i solenie. Świeże mięso spożywano więc jedynie po uboju, przy czym wykorzystywano wszystkie części zwierząt rzeźnych, w tym oczy, głowę, jelita i mózg. Świeże owoce i warzywa mogły być spożywane jedynie w sezonie.
Największy wpływ na to, co stało na stole miało uwarstwienie społeczne, czyli przynależność jednostki do danej warstwy społecznej, obok zakazów religijnych, sezonowości i regionalności produkcji rolnej, lat urodzaju i nieurodzaju, dostępnych metod konserwacji pożywienia, rodzaju gleby i klimatu. W XIV-wiecznej Europie Zachodniej powtarzały się klęski głodu oraz epidemie czarnej śmierci, które zredukowały liczbę ludności. W umiarkowanym klimacie morskim Niderlandów uprawiano żyto, jęczmień, owies oraz początkowo wyłącznie na południowo-zachodnich obszarach pszenicę. Żyto było wówczas głównie uprawianym zbożem, zaś pszenica najbardziej cenionym. Niderlandzkie uprawy zboża nie pokrywały zapotrzebowania populacji. Drogą morską sprowadzano zboże z Europy Wschodniej, w XIII i XIV wieku w ramach Ligi Hanzeatyckiej, a w XV wieku przez port w Amsterdamie.
Pierwotnie Holandię zamieszkiwali głównie chłopi i najemni pracownicy rolni, wykonujący ciężką pracę fizyczną w polu, stąd ich posiłki musiały być zdrowe i pożywne, aby sprostać zapotrzebowaniu odżywczemu i kalorycznemu, musiały dobrze wypełnić żołądek na długi czas. Chłopi produkowali głównie na pokrycie własnych potrzeb, szczególnie w małych gospodarstwach oraz w gospodarstwach położonych na odizolowanych terenach, lecz od XIV wieku w związku z powstawaniem i rozwojem miast zaczęli sprzedawać nadwyżki na rynku, np. masło i ser.
Najubożsi gotowali z ziaren zbóż kaszę w kotle zawieszonym nad ogniem. W zamożniejszych domach, w których był piec, pieczono chleb i naleśniki. Poza tym z ziarna warzono piwo, które było powszechnym napojem, gdyż woda miała złą jakość, a mleko zużywano do produkcji masła i serów. Warzywa i owoce były uważane za niezdrowe i niezbyt doceniane w kuchni. Niemniej jednak warzywa bulwiaste, buraki ćwikłowe, rzepa i groch z konieczności były obecne w codziennym jadłospisie. Zielone warzywa liściaste były mało znane i konsumowane jedynie przez wyższe warstwy społeczne.
Wykonujący pracę fizyczną jedli trzy posiłki dziennie, a nawet częściej. Na terenach wiejskich powszechne było wielokrotne spożywanie ciepłego posiłku w ciągu dnia. Elita preferowała jadać dwa razy dziennie.
Średniowiecznym gorącym posiłkiem chłopstwa i mieszkańców miast była półpłynna papkowata potrawa, którą sporządzano z wody, mleka lub piwa w połączeniu z warzywami korzennymi, nasionami różnych gatunków roślin strączkowych lub ziarnami zbóż, czasami dodatkowo wzbogacona kawałkiem mięsa lub smalcem. Skład potrawy zależał od pory roku. Gotowano ją w dalszy ciągu w kotle zawieszonym nad ogniem. Jeżeli chodzi o nazewnictwo tych średniowiecznych potraw, to terminy pap i brij wskazywały na potrawy bezmięsne, podczas gdy określenia sop, potage, hutspot oznaczały, że zawierały one w swoim składzie mięso.
Zarówno do zimnych, jak i ciepłych posiłków podawano chleb, wszędzie tam, gdzie był możliwy jego wypiek. Podczas wielkiego postu popularny był solony śledź. Jedzono też chleb z mięsem, masłem i serem oraz jaja. Popijano najczęściej piwem.
W tym okresie warzywa hodowano już nie tylko na przyklasztornych grządkach, a owoce w przyklasztornych sadach. Ogródki warzywne i sady owocowe z jabłoniami i gruszami zaczęto zakładać także przy zamkach, przy bogatych wiejskich rezydencjach oraz w pobliżu miast. Pomimo że medycy odradzali spożywanie owoców i warzyw, gdyż za bardzo „ochładzały” żołądek, to konsumowano ich spore ilości ze względu na przyjemny słodki smak. Wśród zamożnych popularne było konserwowanie owoców cukrem, poza tym uważano, że owoce kandyzowane można już jeść bez ryzyka dla zdrowia. Owoce kandyzowane były podawane jako deser podczas uroczystych posiłków. W zależności od sezonu sprzedawcy owoców oferowali: jabłka, gruszki, truskawki, wiśnie, winogrona, śliwki, jeżyny, porzeczki i brzoskwinie. Po pierwszych wyprawach krzyżowych wzrosło spożycie owoców zagranicznych: fig, daktyli, rodzynek i cytryn. Ludzie lubili słodkie w smaku pokarmy: sernik, naleśniki, ptysie, kaszki. Miejscy piekarze słodkich wyrobów i ciast mieli dużo klientów.
Ryż, cukier oraz przyprawy przywożone z Dalekiego Wschodu były artykułami luksusowymi, na zakup których mogli pozwolić sobie jedynie najbogatsi. Obok przypraw z Dalekiego Wschodu, częstym elitarnym składnikiem w średniowiecznych przepisach były migdały.
Cechami charakterystycznymi dla ówczesnej kuchni i dla sposobów pozyskiwania pożywienia, odróżniającymi Niderlandy od innych obszarów położonych w Europie Zachodniej, było:
- wytwarzanie masła i serów, które wywożone poza granice, stały się słynnymi produktami eksportowymi, kojarzonymi z Niderlandami
- wysoki poziom hortologii oraz eksportowanie produktów ogrodniczych, np. Katarzynie Aragońskiej przez kuriera dostarczono warzywa sałatkowe z Niderlandów[3].

### Wiek XVI

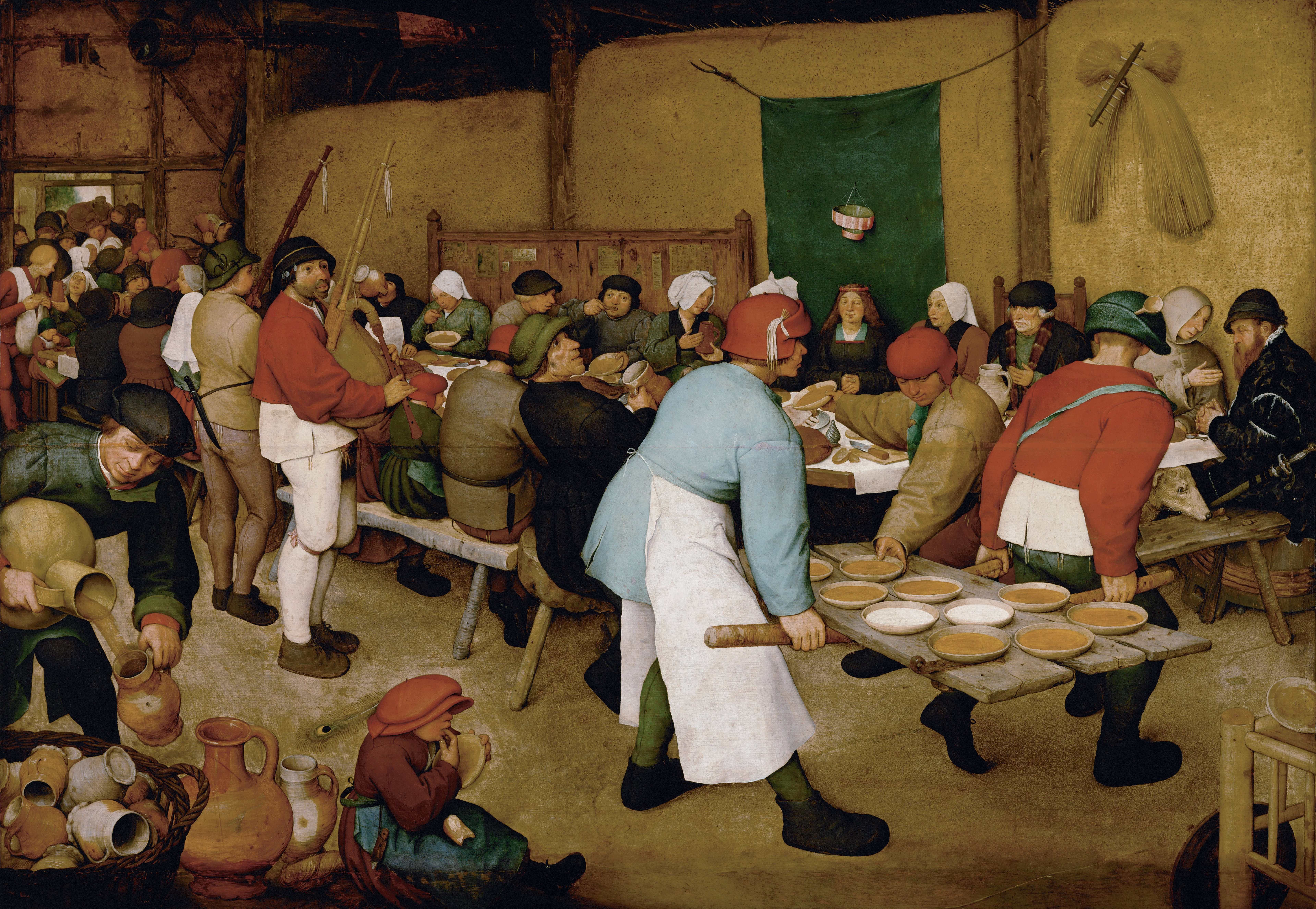
Chłopskie wesele, obraz Pietera Bruegela starszego, 1566, Muzeum Historii Sztuki w Wiedniu

Od początku XVI wieku z rozwojem niderlandzkiej sztuki kulinarnej były ściśle związane książki kucharskie, zawierające zbiory przepisów kulinarnych, które zaczęły ukazywać się jak tylko w Europie Zachodniej zaczęto stosować maszyny drukarskie.
W XVI wieku wśród elit w dalszym ciągu popularne były słodko-kwaśne sosy, mocno doprawione przyprawami. Modne było nadawanie potrawom ostrych kolorów i całkowite ukrycie podobieństwa lub przetworzenie zapachu i struktury względem pierwotnego produktu. Do barwienia potraw używano szafranu, sandałowca i morwy. Wiele potraw miało postać zabarwionej papki, dodatkowo połączonej z chlebem, jajami czy musem z migdałów. Np. w książce kucharskiej pt. Het Notabel Boecxken van Cokeryen z 1510 znalazł się przepis na blamanż z mięsa kurczaka z migdałami, jajami, mąką i szafranem, doprawiony do smaku dużą ilością pieprzu, gałki muszkatołowej, goździków, cynamonu i imbiru – kombinacja składników sprzeczna ze współczesnym rozumieniem smaku. Wzięciem cieszyły się też żartobliwe potrawy, które miały na celu zmylenie biesiadnika, np. jajko w formie ryby albo odwrotnie, szczególnie w kontekście obowiązkowych postów narzuconych wiernym przez Kościół Katolicki. Posiłki jedzono na drewnianych talerzach lub krążkach z czerstwego chleba. Posługiwano się wspólną łyżką. Dopiero w drugiej połowie XVI wieku po raz pierwszy zaczęły pojawiać się na stole talerze z cyny i dwuzębowe widelce, a każdy z biesiadników miał już do dyspozycji własną łyżkę, lecz w dalszym ciągu szklane kubki i garnuszki do picia były dzielone.
Po odkryciu Ameryki w Europie pojawiły się nowe produkty spożywcze, z których jedne zadomowiły się szybko (np. hiszpańska papryka chili, zielona fasolka szparagowa i kakao, z którego robiono tłustawy, gorący, doprawiony do smaku przyprawami i dużą ilością cukru napój), podczas gdy inne wymagały dłuższego czasu, aby znaleźć się w jadłospisie (np. ziemniaki, które przedstawił Holendrom w 1588 botanik Carolus Clusius, dopiero w XVIII wieku były w powszechnym użyciu). Przybyłą z Ameryki kukurydzę i pomidory początkowo hodowano jako rośliny ozdobne. Także przywieziony z Ameryki do Europy indyk szybko trafił na stoły elit w Brukseli. Również nowe warzywa europejskie (karczochy, kapary, kalafiory, brokuły i słodkie nowe odmiany pomarańczy) stały się w ciągu XVI wieku bardziej dostępne dla zamożnych obywateli. W kuchni zaczęto też używać oleju z oliwek.
W dalszym ciągu chłopi i rzemieślnicy jadali owsiankę, naleśniki, żytni chleb (bez niczego, z masłem albo serem, ale nie z masłem i serem jednocześnie, gdyż uważano to za zbytek), śledzie, a wieczorem gorącą półpłynną strawę. W wyższych kręgach zaczęto podawać jako zakąskę sałatkę, która poprzedzała gorący posiłek lub była dodatkiem do wieczornego posiłku. Najubożsi popijali wodą. Innymi dostępnymi napojami były: maślanka, serwatka, piwo i mleko.
W późnym średniowieczu obywateli zaczęły obowiązywać prawa (nid. weeldewetten) ograniczające liczbę gości oraz rodzaj i ilość jedzenia serwowanego podczas przyjęć i uroczystości, np. ślubów. Prawa te, wydawane przez burmistrzów, różniły się od siebie w zależności od miasta. Obowiązywały jeszcze w XVII wieku. Za podawanie zabronionych delikatesów groziła kara pieniężna, np. w 1627 w Groningen nie wolno było serwować konfitur jako deseru, a za złamanie zakazu groziła kara w wysokości 30 guldenów. Ponadto przyjęcia musiały zakończyć się najpóźniej o godzinie 10 wieczorem. Prawa te nie zawsze były przestrzegane przez notabli. Również sprzeciwiający się nałożonym restrykcjom obywatele byli gotowi zapłacić karę, lecz zjeść obfity poczęstunek. Nie wiadomo dokładnie, dlaczego wszędzie zaczęły obowiązywać te restrykcyjne prawa. Czynnikami, które się do tego przyczyniły były najprawdopodobniej: represje ze strony władcy i rządzących w stosunku do obywateli, chęć przeciwdziałania zamieszkom spowodowanym masowym pijaństwem oraz kalwinistyczny sprzeciw przeciwko korzystaniu z ziemskich przyjemności.

### Wiek XVII

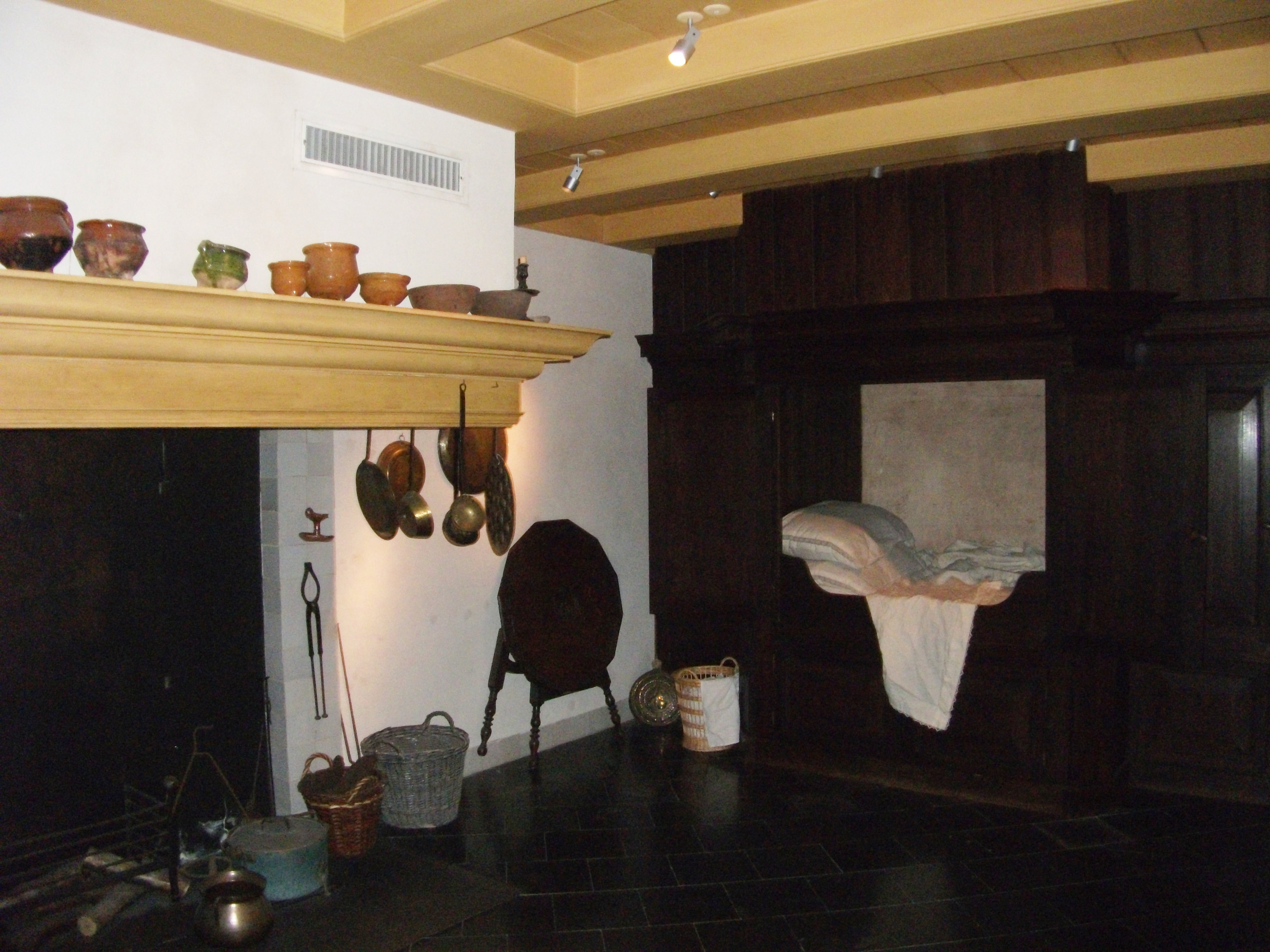
Kuchnia w Domu Rembrandta; z boku łóżko (bedstede) pomocy kuchennej

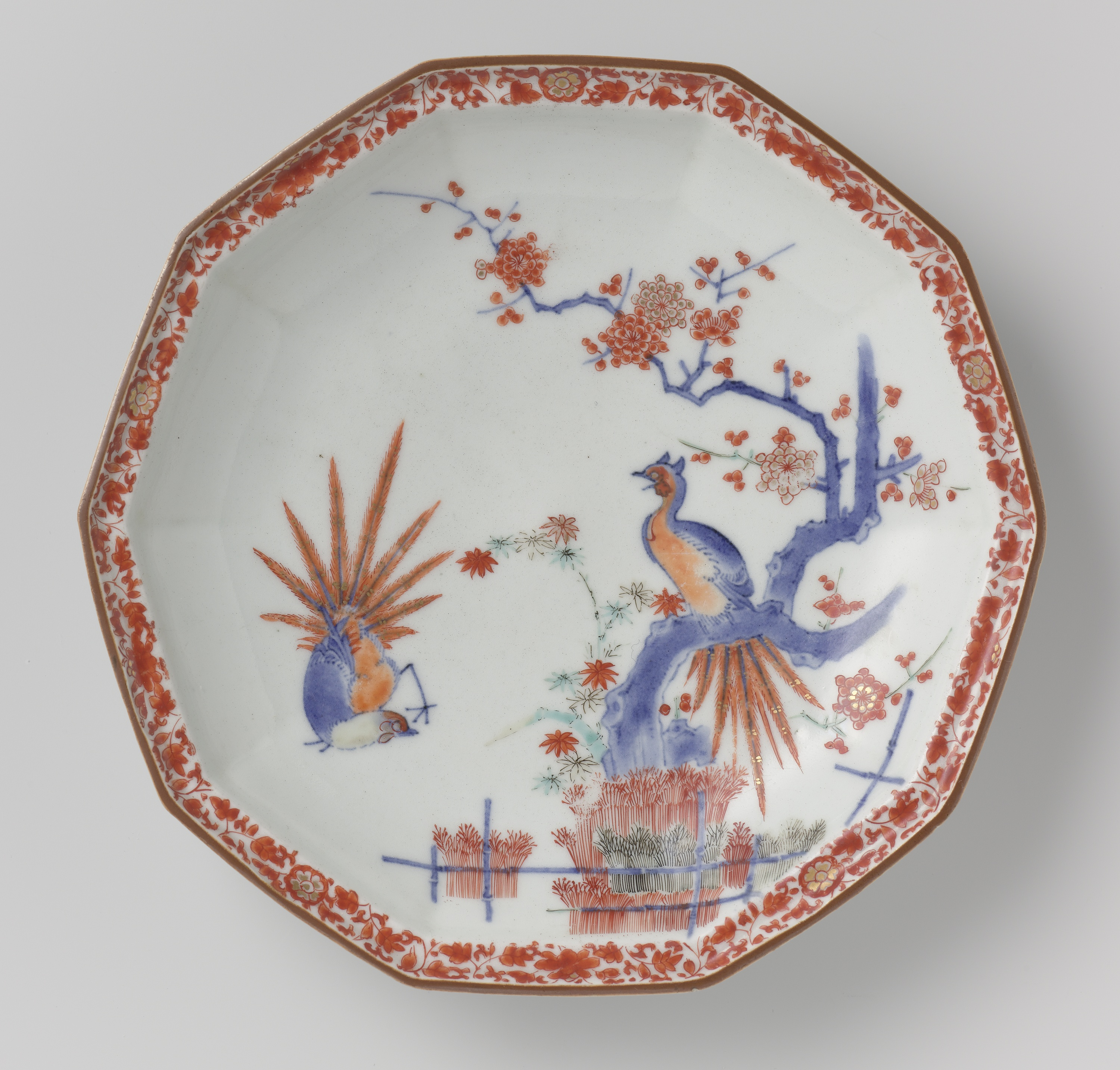
Japoński talerz dziesięciokątny o średnicy 20 cm, wykonany z porcelany i ozdobiony malowidłem rajskiego ptaka siedzącego na gałązce kwitnącej śliwy; około 1680–1700, Arita; obecnie w Rijksmuseum

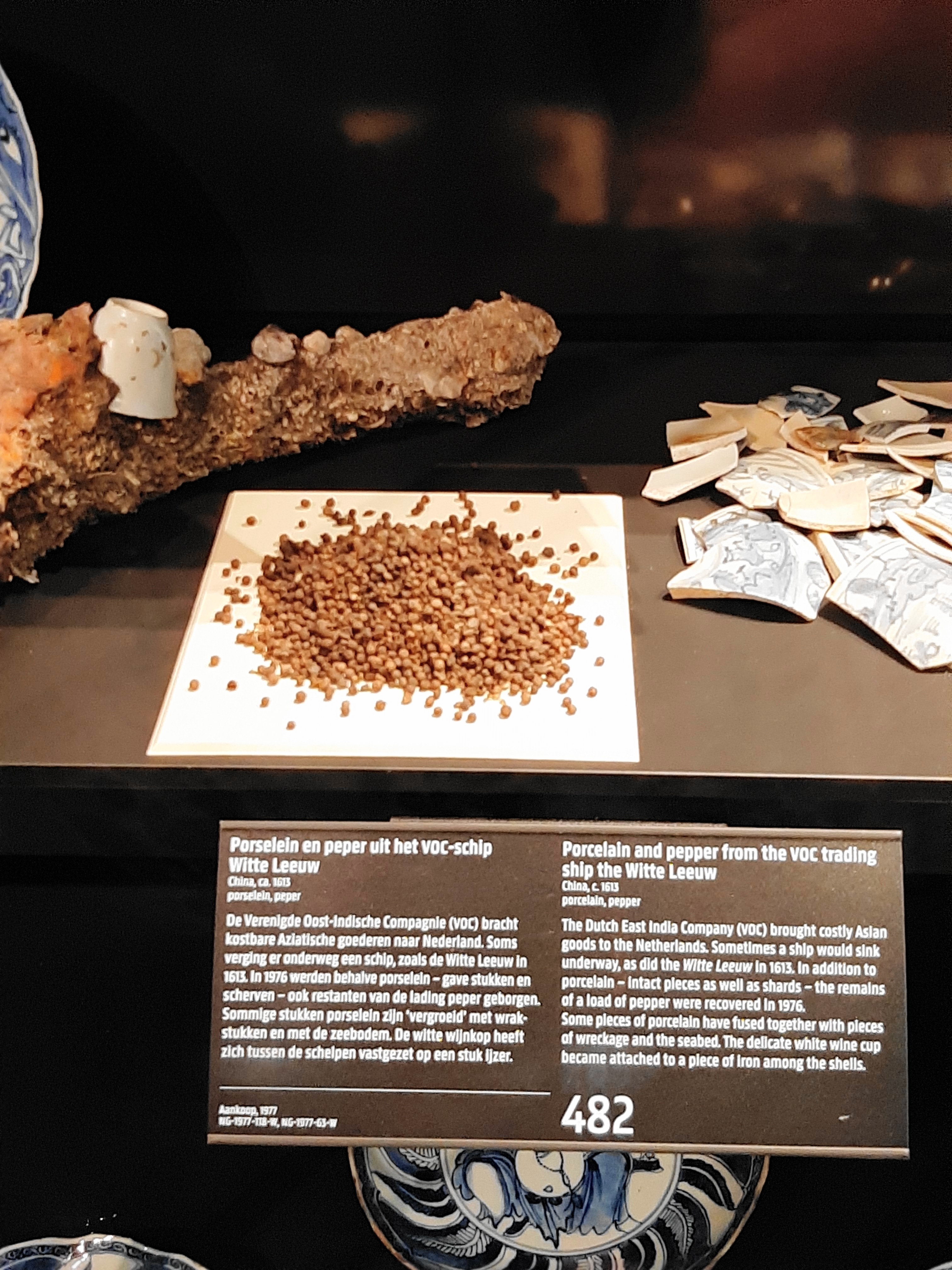
Odzyskana w 1976 roku pozostałość z ładunku pieprzu ze statku handlowego VOC Witte Leeuw, który zatonął w 1613 roku w drodze z Azji do Europy

W XVII wieku po przerwaniu przez statki VOC hiszpańsko-portugalskiego monopolu na obce przyprawy, takie jak pieprz, gałka muszkatołowa, goździki i cynamon, stały się one łatwe do kupienia dla szerokich mas społecznych, także cukier taniał, przez co stawał się szerzej dostępny dla każdego.
W porównaniu do innych narodów Holendrzy jedli dużo ryb (nawet na śniadanie), sera oraz warzyw – uprawianych na wsi i w ogródkach warzywnych poza miastem, a potem sprzedawanych na targu w mieście. W dalszym ciągu w XVII wieku były popularne potrawki i placki pikantne w smaku. Większość chciała gotować zdrowo i smacznie, ale także oszczędnie i tanio, o czym świadczyły tytuły książek kucharskich z tego okresu. Proste potrawy jak naleśniki, poffert czy pap gościły na stołach ubogich, jak i dobrze sytuowanych. Jedzono chleb żytni, ser, masło, solone mięso i ryby. Najważniejszy posiłek w ciągu dnia, tzw. (nid.) noenmaal, spożywano między godziną 10 a 11 rano. Była to najczęściej potrawa jednogarnkowa z kawałkami mięsa lub ryby, którą latem wzbogacano marchewką, a zimą fasolą lub grochem. Biedni spożywali rodzaj stamppotu z nasion roślin strączkowych z tanią rybą, np. śledziem.
Potrawy mleczne (różne papki i kaszki) nie były uważane za deser, ale podawane razem z kawałkiem chleba na kolację. Podczas uroczystych dni w domach na stole pojawiały się naleśniki, gofry, ciasta, torty i słodkie placki vlaai. Na stołach bardzo bogatych ludzi stawiano najwymyślniejsze desery: figurki zwierząt, owoców i kwiatów z marcepanu czy galaretki w kształcie ryb, krabów, kwiatów, a nawet herbów rodzinnych. Bardzo popularna była głowa Jana Chrzciciela wykonana z czerwonej galaretki. Galaretki otrzymywano, używając karuku lub odpowiednio spreparowanego odwaru ze świńskich nóżek. W dalszym ciągu chętnie kolorowano potrawy, szczególnie desery. Na zielono szpinakiem, pietruszką lub szczawiem; na niebiesko płatkami orlika, chabra lub fiołków; na brązowo sokiem z morwy lub pokruszonym piernikiem miodowym (później przy użyciu czekolady lub kawy); na czerwono wiśniami, porzeczką, sokiem z buraków ćwikłowych lub koszenilą. Rodzynki, śliwki, owoce południowe (np. cytryny), cielęcina i jaja były wykorzystywane do przyrządzania potraw jedynie w bogatych domach. Na koniec posiłku mogła zostać podana sałatka warzywna lub owoce. Pomimo ostrzeżeń medyków konsumowano dużo owoców, ludzie wiedzieli, że owoce zapobiegają szkorbutowi. Już około 1700 roku istniało profesjonalne ogrodnictwo i sadownictwo, przede wszystkim w zachodniej części kraju.
Najczęściej pitym napojem było piwo, pito je nawet do śniadania. Wino było przeznaczone do picia podczas uroczystości. Wino pito zarówno nierozcieńczone, jak i rozcieńczone wodą. Z wina sporządzano też napój, dodając do niego cukier, miód i przyprawy. W domu i w karczmach pito też dużo winiaku i ginu o nazwie Jenever. W latach 60. XVII wieku sprzedano w Amsterdamie pierwsze partie kawy i herbaty. W 1673 została otwarta pierwsza publiczna kawiarnia, również w Amsterdamie, oferująca kawę do picia. Kawę pito samą lub z przyprawami (cynamonem lub imbirem) dla samej przyjemności, ale także uważano, że kawa była lekiem na różne dolegliwości.
Ubodzy zaprzestali jadać na drewnianych talerzach. Zostały one zastąpione talerzami z cyny i gliny. W ciągu XVII wieku zanikła konieczność dzielenia się garnuszkami i czarkami na zupę. Każdy dysponował już własnym zestawem naczyń i sztućców podczas wspólnego posiłku. Na stole pojawiły się dodatkowo sztućce do nakładania potraw. Pod koniec XVII wieku gospodarz zapewniał wszystkim swoim gościom łyżki i widelce, więc idąc w odwiedziny, nie trzeba już było zabierać ze sobą własnej łyżki czy widelca. Każdy (mężczyźni i kobiety) zabierał ze sobą jedynie własny nóż, który uważany był za bardziej osobisty. Książki kucharskie, poza przepisami, zwracały uwagę na symetryczne nakrywanie do stołu oraz podawały porady na temat kulturalnego zachowania podczas posiłków. Wśród najzamożniejszych nastała moda na naczynia z chińskiej i japońskiej porcelany, które przywoziły do Holandii statki VOC.

#### Kuchnia elit w okresie Złotego Wieku Holandii
Inaczej prezentowała się kuchnia najbogatszej elity holenderskiej w czasach Złotego Wieku, kiedy państwo holenderskie przeżywało okres rozkwitu związany z intensywnym rozwojem potęgi morskiej, opanowaniem światowego handlu oraz prowadzeniem kolonizacji. Informacji na ten temat dostarczyła książka kucharska z XVII wieku pt. Verstandige kok of sorghvuldige huys-houdster, która w 2006 została przełożona na współczesny język niderlandzki przez filologa języka niderlandzkiego i dietetyczkę Marleen Willebrands. Również liczne martwe natury siedemnastowiecznych mistrzów niderlandzkich dowodzą jak wspaniałe jedzenie gościło na stołach bogaczy. Oryginalną wersję tej siedemnastowiecznej książki kucharskiej zabierali ze sobą holenderscy osadnicy przybywający do Nowego Świata. Obok przepisów na rodzime potrawy, w książce znalazły się także przepisy zagraniczne, gdyż np. ryby były w siedemnastowiecznych domach pańskich przyrządzane według receptur francuskich, hiszpańskich i żydowskich. W połowie XVII wieku cena łososia, który był uważany za artykuł delikatesowy, wynosiła tyle, co tygodniowa pensja pracownika. Łosoś i jesiotr były często wręczane jako prezent. Na stołach elit gościły warzywa pochodzące z upraw: kalafiory, fasolka szparagowa, karczochy i szparagi.
W przeciwieństwie do kuchni biednych ludzi, w której nacisk kładziono na prostotę, unikanie zbędnego dekorowania potraw oraz oszczędne i mądre gospodarowanie produktami spożywczymi, kuchnia elit wzorowała się na dworskiej kuchni francuskiej, znanej z przepychu i widowiskowości. Kosztowne potrawy z kawiorem, serem Parmezanem, ostrygami czy z ptaków śpiewających stanowiły potwierdzenie prestiżu. Pomimo że podczas kazań nawoływano do nienadużywania wina, to jednak w przepisach kulinarnych z XVII wieku było ono zdecydowanie obecne, np. do sporządzania potraw z mięsa i drobiu czy sosów. W celach kulinarnych zalecano kwaśne wina reńskie, a nie słodkie wina francuskie, gdyż kwaśniały one po podgrzaniu. Jako alternatywę dla wina wymieniano sok z cytryny, ocet lub sok z niedojrzałych winogron.
Od siedemnastowiecznych kucharzy wymagano pewnego zasobu wiedzy medycznej, zresztą często autorami książek kucharskich byli medycy, w związku z tym zawierały one adnotacje na temat właściwej obróbki czy łączenia składników z medycznego punktu widzenia, np. nie zalecano jednoczesnego jedzenia potraw z mięsa i ryb, zaś zimne z natury gruszki należało ocieplić poprzez gotowanie w czerwonym winie, a mokre i zimne ryby musiały zostać przed konsumpcją osuszone i ogrzane przez upieczenie. Pod koniec XVII wieku uważano, że pokarmy kwaśne, słone i zimne były przyczyną chorób, np. szkorbutu. W związku z tym zalecano, aby z umiarem jeść solone ryby, solone mięso i kwaśne owoce (cytryny, pomarańcze i winogrona).
Świeżą wołowinę i wieprzowinę, które były zimą trudno dostępne, zastępowano mięsem z gołębi. Przywilej hodowania dużej liczby gołębi, tzw. duivenslag posiadali jedynie wielcy obszarnicy ziemscy, którymi w średniowieczu byli szlachta i kler. Wspólne biesiadowanie z przyjaciółmi było, obok czytania książek, łowienia ryb i polowań, ulubioną formą spędzania wolnego czasu zamożnych Holendrów, także podczas pobytu w letnich rezydencjach. Przygotowywaniem jedzenia w zamożnych domach zajmowali się kucharze i ich pomocnicy. Dla elity jedzenie było czymś w rodzaju spotkania towarzyskiego, podczas którego śpiewano i tańczono. W ten sposób elita chciała odróżnić się od plebsu, dla którego w owych czasach jedzenie miało charakter bardziej fizjologiczny, czyli pozbycie się uczucia głodu.
Stoły dekorowano wazonami z kwiatami i porcelanowymi figurkami. Także deser stał często na stole przez cały czas trwania posiłku w charakterze dekoracji.
Uroczysty posiłek rozpoczynano od podania zielonych sałatek oraz ugotowanych warzyw serwowanych na zimno z sosem na bazie oleju z oliwek, octu i ziół ogrodowych, ozdobionych jadalnymi kwiatami. Popularne były także warzywa serwowane na ciepło z masłem. Następnie podawano różne potrawy z mięsa lub ryb oraz wypieki pikantne w smaku. W międzyczasie obficie popijano wszystko winem. Na zakończenie przyjęcia podawano przetwory owocowe, ser, orzechy i słodkie ciasta, do których pito słodkie wino doprawione przyprawami, które nazywano hipokrasem.

### Wiek XVIII

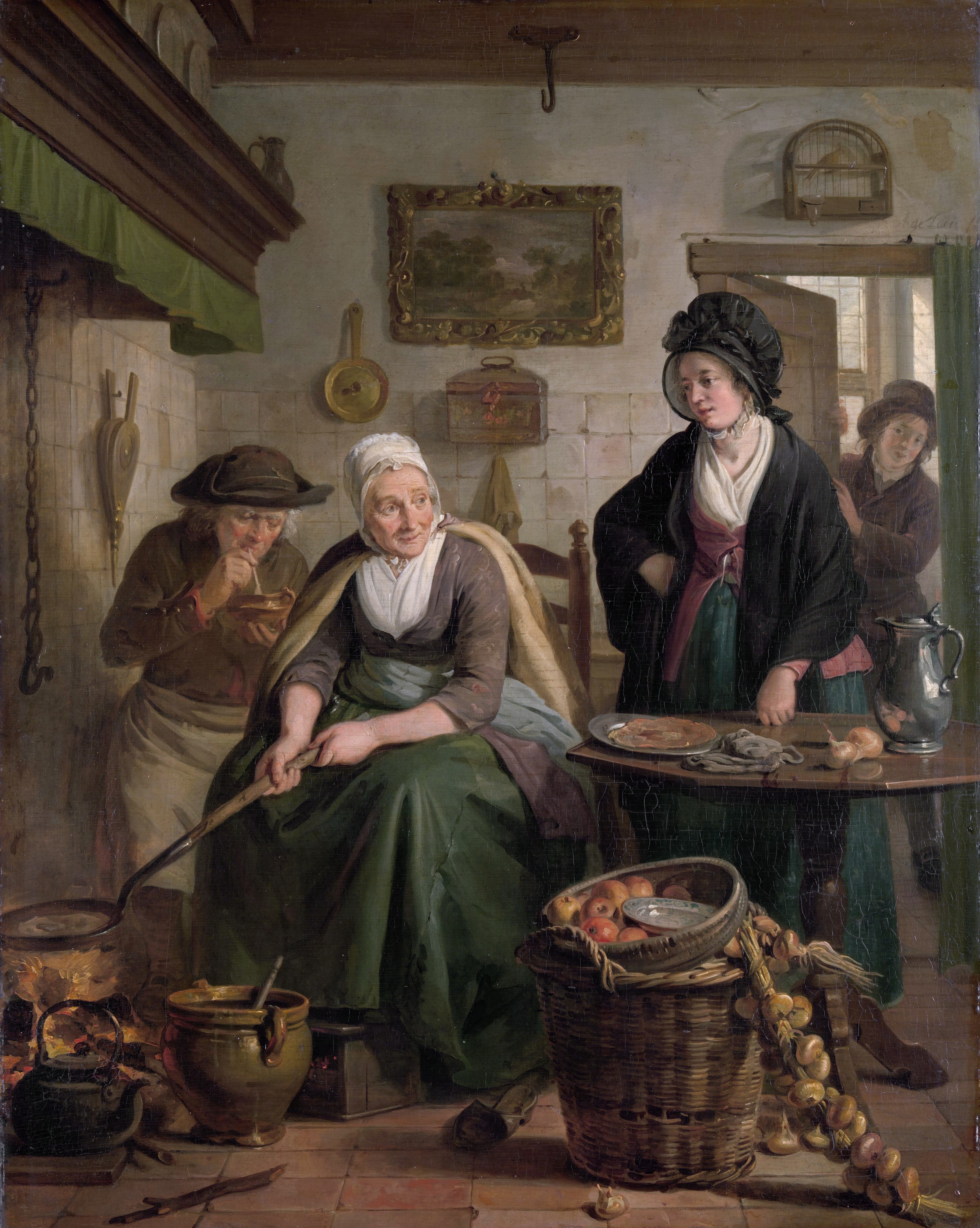
Kobieta piekąca naleśniki. Obraz Adriaana de Lelie’ego z około 1790–1810; Rijksmuseum

W XVIII wieku stosowanie ziemniaków w kuchni uległo powoli upowszechnieniu. W porównaniu do XVII wieku dodawano do potraw znacznie mniej przypraw. Dzięki używaniu zasmażki i bulionu do sporządzania sosów, sosy uzyskały bardziej gładką strukturę. Ostrygi ponownie stały się pożądanym artykułem delikatesowym.
W miastach zakładano publiczne kawiarnie, oferujące klientom herbatę i kawę do picia. Herbatę i kawę pito w porcelanowych filiżankach, wykonanych specjalnie do tego celu. Ziarna kawy pochodziły z plantacji na Jawie oraz w późniejszym okresie także z plantacji w Surinamie. Picie herbaty oraz kawy stało się popularne i dotarło do wszystkich warstw społecznych. Kawa i herbata „zdetronizowały” piwo, które do tej pory znajdowało się na pierwszym miejscu wśród wypijanych napojów. Wśród wyższych klas modne były towarzyskie spotkania, podczas których serwowano gorącą kawę, herbatę albo czekoladę, mocno posłodzone, a do nich rozmaite słodkości (od marcepanu i ciasteczek aż po marmoladę i konfitury). Ogólnie konsumpcja słodkich wyrobów stawała się coraz częstsza.
Z Anglii dotarły do Holandii przepisy na różnorodne puddingi oraz poncz. W tym wieku zestaw sztućców stał się kompletny, czyli taki jak współczesny.
Książki kucharskie, obok przepisów kulinarnych, podawały informacje jak należy nakrywać do stołu w zależności od okazji, oraz jak należy zestawić potrawy podczas uroczystego obiadu. Zasady te stawały się zarazem coraz bardziej obowiązujące. W dalszym ciągu najważniejsze było symetryczne ustawianie naczyń na stole. Duże półmiski należało umieścić w części środkowej, a małe na obrzeżach. Na samym środku stał wazon z kwiatami. Stół podczas posiłku powinien był sprawiać wrażenie suto zastawionego. Na ewentualnych pustych miejscach należało postawić naczynka z solą. Dania mogły być serwowane gościom na dwa sposoby: po holendersku, czyli wszystkie potrawy były naraz kładzione na stole, albo po dworsku, czyli każde danie podawano do stołu z osobna, co pozwalało na konsumowanie jeszcze ciepłego pożywienia.

### Wpływ rewolucji przemysłowej i urbanizacji

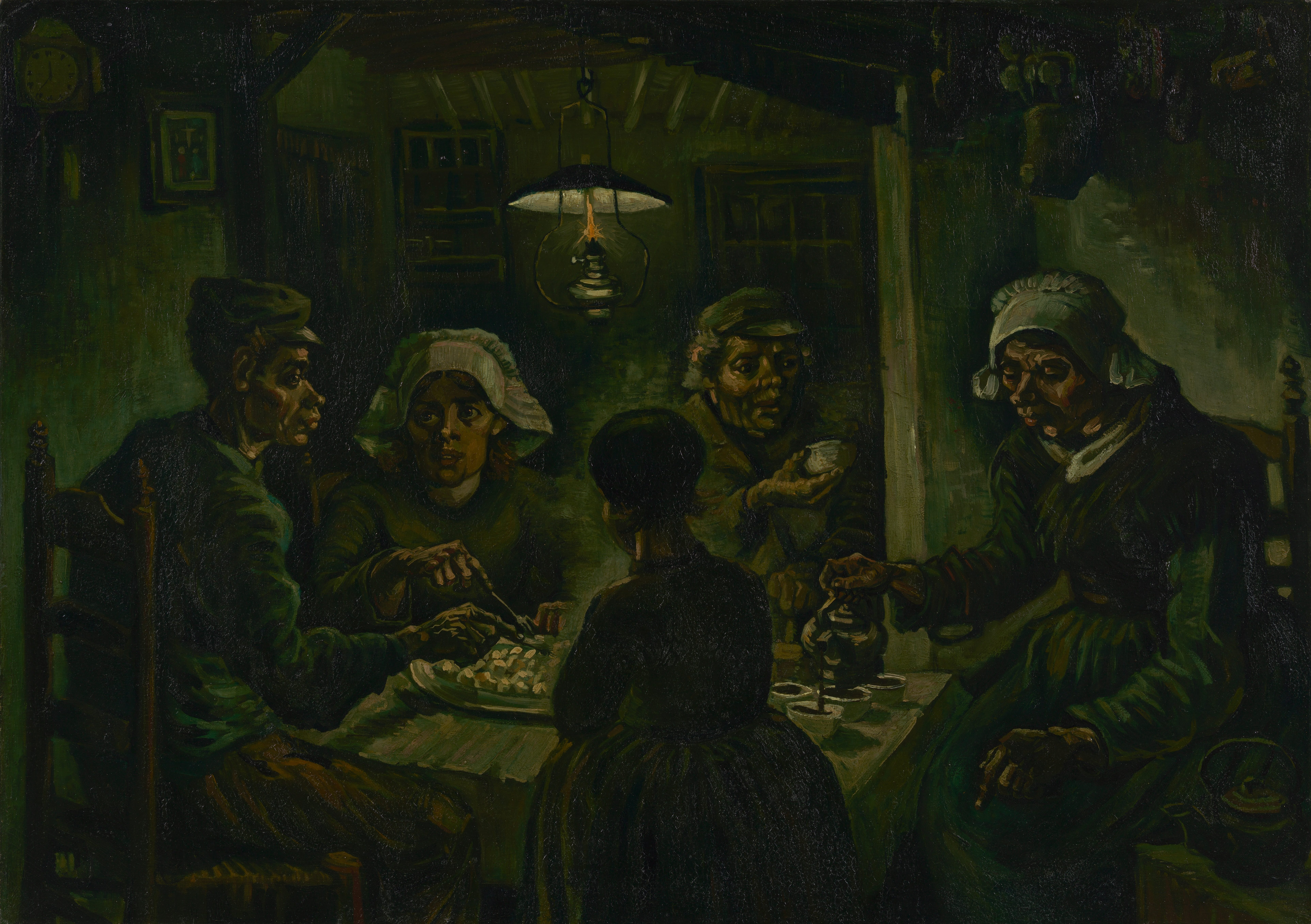
Jedzący kartofle, V. van Gogh, 1885

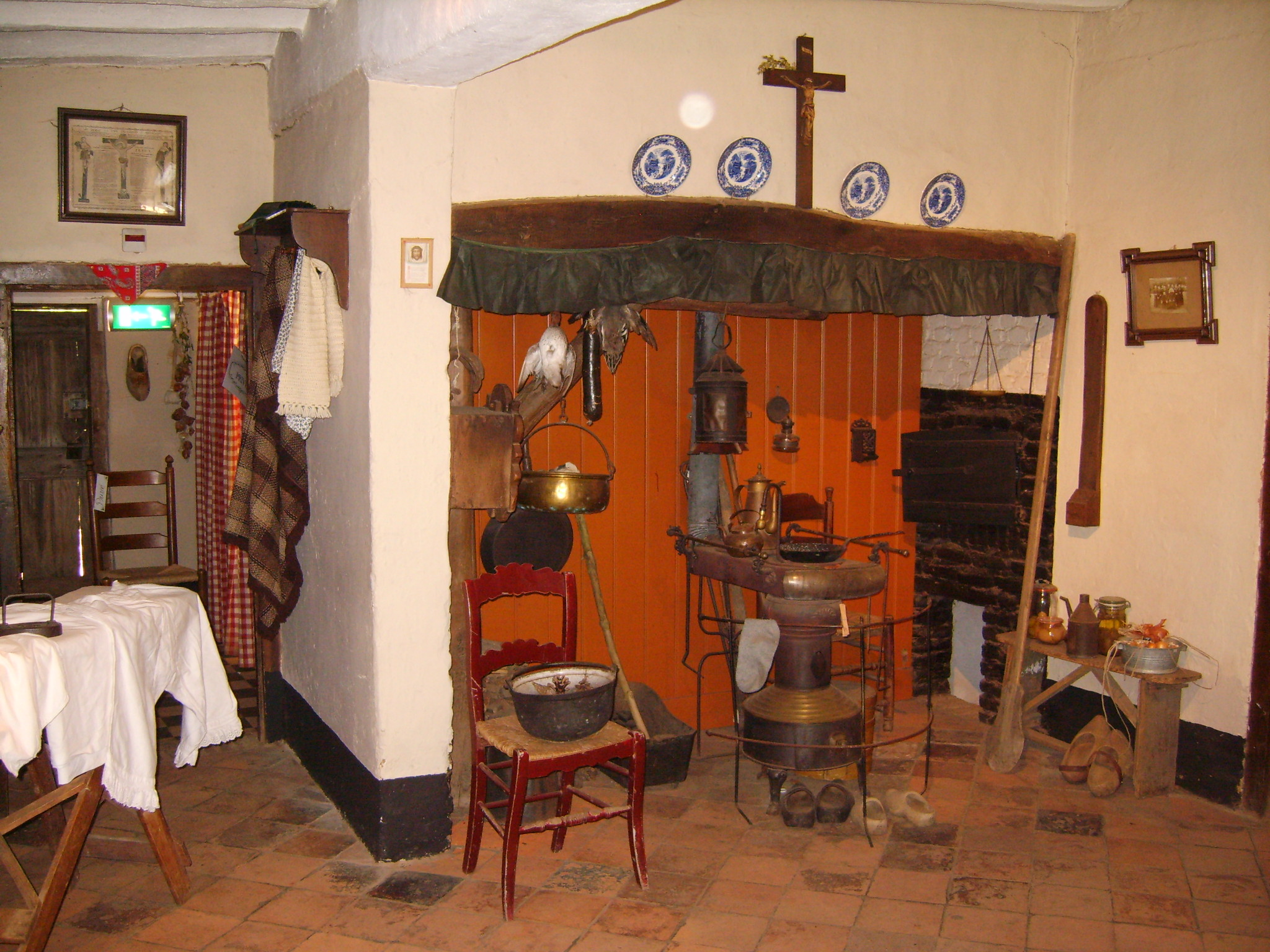
Kuchenka jednopalnikowa w Nederlands Openluchtmuseum

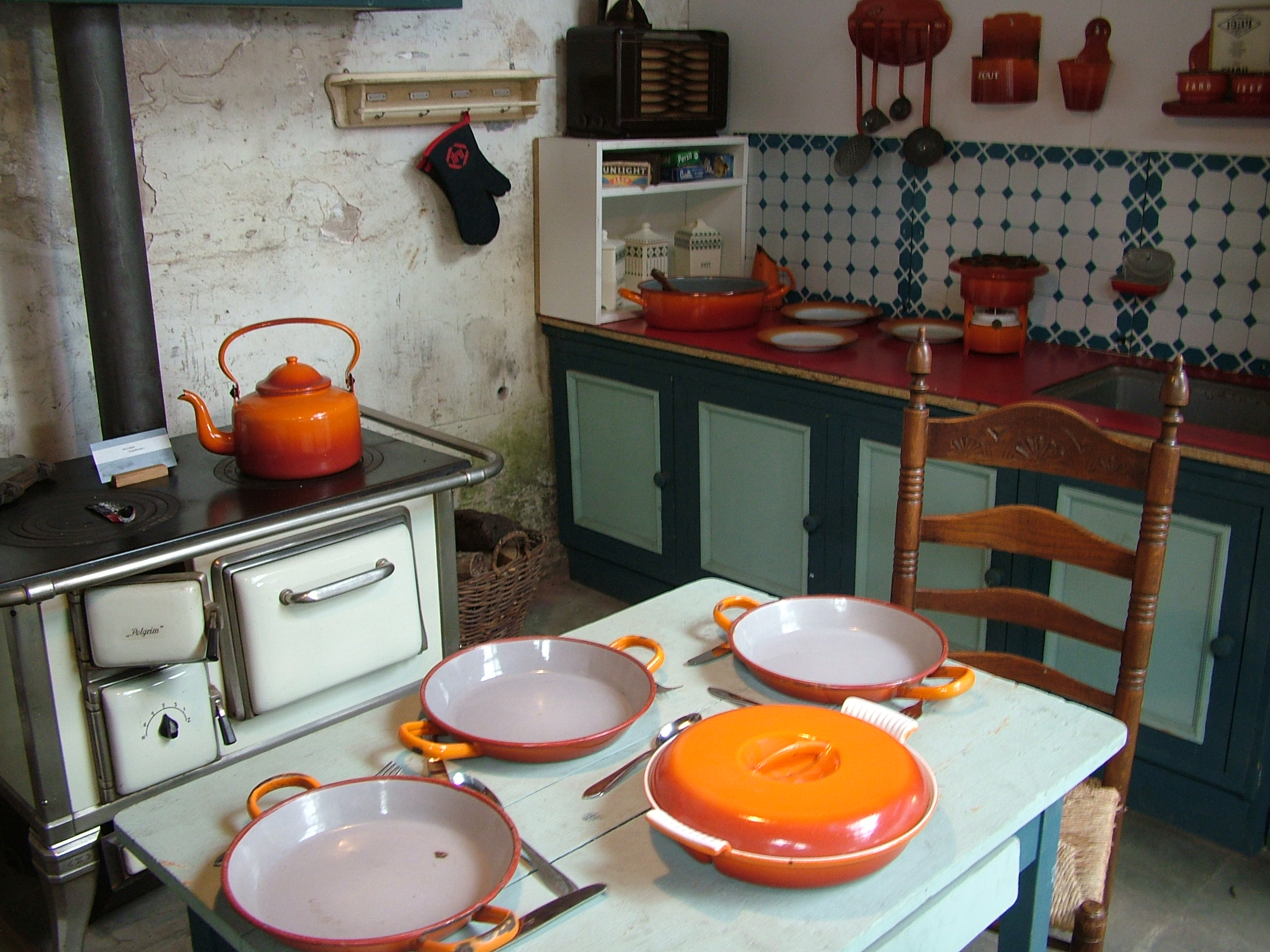
Wygląd kuchni w 1950; z tyłu kuchenka dwupalnikowa

Dziewiętnastowieczna dieta prostego Holendra była już dość urozmaicona. Robotnicy jedli głównie ziemniaki i chleb (pszenny lub żytni w zależności od regionu). Sporadycznie na stołach klasy robotniczej pojawiały się owoce, sezonowe warzywa, ryby, mleko i inne produkty nabiałowe, natomiast rzadko mięso. Wśród ubogich popularne były naleśniki.
Podstawą diety, szczególnie najuboższych o dochodach niższych od dochodów klasy średniej, były gotowane ziemniaki bez okrasy, serwowane trzy razy dziennie przez siedem dni w tygodniu. Ziemniaki obierano i gotowano w wodzie, ewentualnie wodzie z dodatkiem soli, na główny posiłek, który był spożywany w południe. Ziemniaki pozostałe po tym posiłku tłuczono i podgrzewano wieczorem na kolację, a to, co zostało z kolacji podgrzewano jeszcze raz następnego dnia rano i spożywano na śniadanie, również bez jakichkolwiek dodatków, co najwyżej dodawano trochę octu albo wodnistej zasmażki z mąki i musztardy. Także chleb zjadany był przez najuboższych bez dodatków, czasami posmarowany jedynie potłuczonymi ziemniakami. Prawdopodobnie ludzie żyjący poniżej średniej krajowej, którzy stanowili większość populacji w XIX wieku, zmagali się z przewlekłą lekką postacią niedożywienia.
Od 1870 zaczęła wzrastać produkcja rolna, np. zbóż, co przyczyniło się do poprawy zaopatrzenia w żywność: jej ilość, rodzaj i jakość. Także od 1860 stopniowo poprawiała się jakość wody pitnej i jej dystrybucja. Wcześniej woda do picia miała tak złą jakość, że była przyczyną zgonów, głównie dzieci w zachodniej części Holandii. Najubożsi właśnie wodą popijali pokarm i zaspakajali pragnienie, podczas gdy klasa średnia i elita miały do wyboru także różne gatunki importowanych win i innych napojów alkoholowych. Po zagotowaniu wody sporządzano także słabe napary z ziaren kawy (prawdziwej lub jej surogatu) lub liści herbaty, a w niektórych regionach była popularna gorąca czekolada do picia, np. w prowincji Zelandii i w Zaanstreek w pobliżu Amsterdamu. Herbata i kawa, a szczególnie kawa, były już wtedy popularnymi napojami. Mleko było zbyt drogie, aby przeciętny obywatel mógł je pić w dużych ilościach i zaspokajać nim pragnienie, natomiast powszechnie była dostępna maślanka. Piwo i Jenever były napojami alkoholowymi drogimi, lecz dostępnymi dla każdego.
Wynalezienie żelatyny w 1845 przez Petera Coopera, zastosowanie agaru oraz pojawienie się na rynku zagęstnika maizeny w 1862 zrewolucjonizowało proces robienia deserów, papek i puddingów, kładąc podwaliny pod produkcję współczesnych deserów typu instant oraz gotowych do spożycia. Około 1899 przedsiębiorstwo Honig zaczęło produkować w Holandii maizenę, a później także dostarczało gotowe proszki do szybkiego wykonania puddingów.
Aż do XX wieku prości ludzie najczęściej sami wytwarzali swoje pożywienie: hodowali świnie i uprawiali kawałek ziemi, dopiero nadejście przemysłowej rewolucji i postępująca urbanizacja położyły temu kres. Wraz ze wzrostem dobrobytu (m.in. wyższe pensje) na początku XX wieku więcej ludzi z niższych klas społecznych mogło sobie pozwolić na zakup cukru, mięsa, mleka i sera czy wyposażenie kuchni w kuchenkę z kilkoma palnikami.
Dopiero w latach 30. i 40. XX wieku upowszechniła się tradycyjna trójskładnikowa kombinacja ciepłego posiłku: ziemniaki, warzywa i mięso, serwowane na talerzu jako trzy osobne części, gdyż przygotowanie wymagało przynajmniej trzech palników na kuchence.
Powoli zaczęły się także zacierać różnice klasowe i regionalne – w latach 50. XX wieku już prawie każdy jadł codziennie ziemniaki, warzywa i mięso. Jednocześnie zaczęła pojawiać się ciekawość i chęć spróbowania produktów spożywczych z innych krajów i potraw egzotycznych. Jesienią masowo wkładano do słojów weck warzywa oraz robiono dżemy owocowe. Ten sposób konserwowania żywności był szczególnie popularny w pierwszej połowie XX wieku. Obecnie ciepły posiłek jest spożywany wczesnym wieczorem, gdy cała rodzina może razem usiąść do stołu. Współcześnie ziemniaki na stole często zastępuje makaron, ryż lub kuskus, tym niemniej w dalszym ciągu ziemniak (gotowany, tłuczony, smażony czy w postaci frytek) stanowi nieodzowny element gorących potraw.

### Lata powojenne

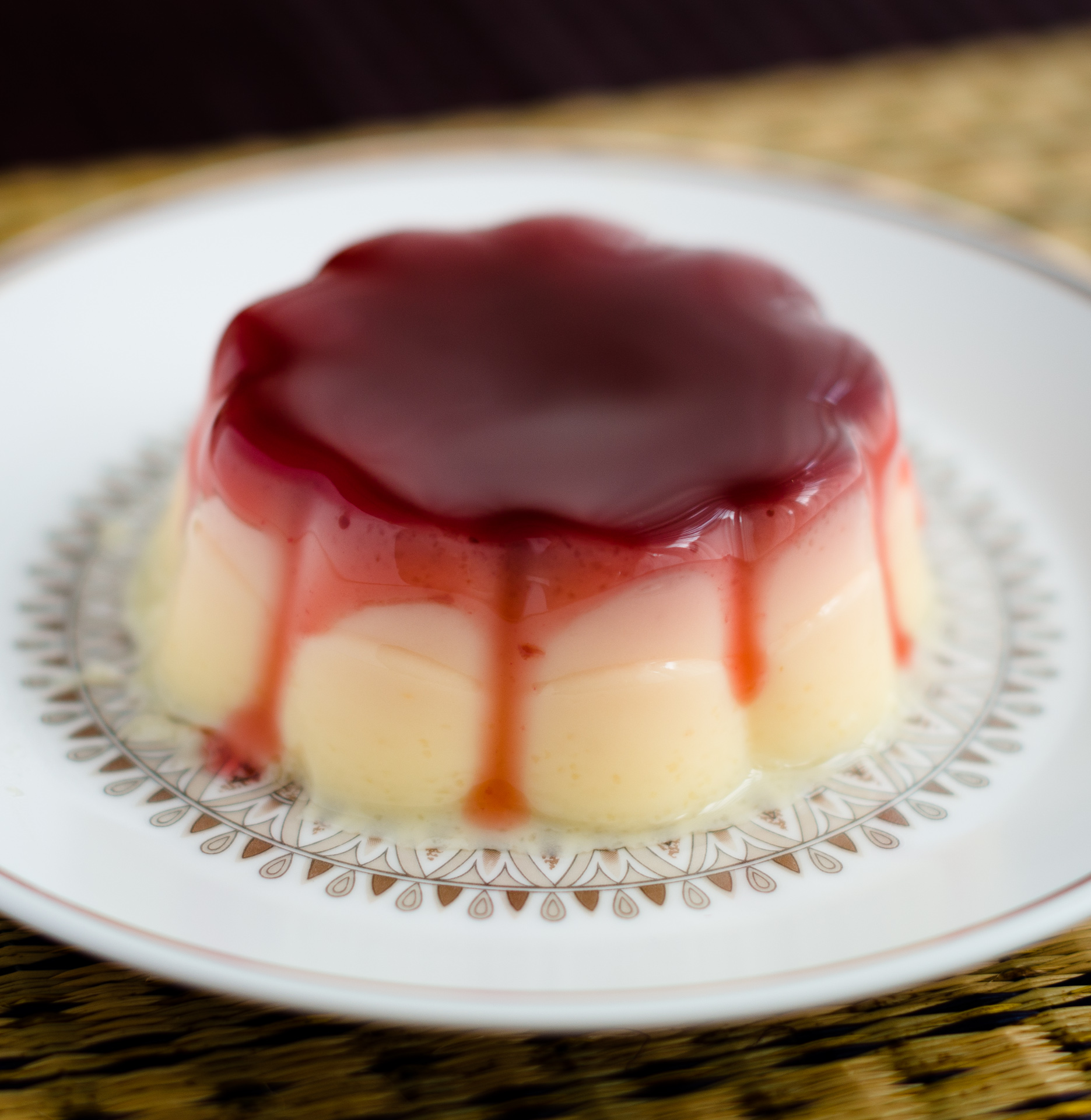
Pudding wyjęty z opakowania

Kuchnia holenderska uległa szczególnym przeobrażeniom w latach powojennych (1950–1970). Zmiany dotyczyły rozkładu posiłków, podaży produktów spożywczych i metod konserwowania żywności, a także reklamy. W tym czasie pojawiły się pierwsze gotowe posiłki (nid. kant-en-klaar), które wymagały jedynie przygrzania przed spożyciem. Początkowo gotowe posiłki (lata 50. i 60. XX wieku) były pakowane w metalowe puszki i ze względu na wysoką cenę ich nabywcami były instytucje, tj. szpitale, wojsko i restauracje. Następnie stały się dostępne w słoikach oraz jako mrożonki, a obecnie są także w postaci do przygrzewania w mikrofalówce i przeznaczone dla klienta indywidualnego. Po II wojnie światowej nastąpił też szybki rozwój fast foodów.
W 1956 na rynku pojawił się proszek instant o siedmiu różnych smakach, firmy Saroma, do szybkiego wykonania puddingu bez konieczności gotowania mleka. Slogan reklamowy brzmiał: „Na każdy dzień tygodnia inny” (nid. Voor iedere dag van de week een andere). Aby przyrządzić pudding wystarczyło wymieszać proszek z zimnym mlekiem i ubić do sztywności. W ciągu następnych dziesięcioleci stoiska nabiałowe w supermarketach zaczęły oferować klientom coraz bardziej różnorodny asortyment gotowych do spożycia deserów, a także jogurtów, vla i twarożków, zarówno w dużych opakowaniach rodzinnych, jak i mniejszych opakowaniach przeznaczonych dla jednej osoby. Nowoczesne desery musiały być „zdrowe i chude” (nid. gezond en mager), czyli wyprodukowane z mleka półtłustego lub chudego.

## Rola przypraw
Już w XVII wieku statki Holenderskiej Kompanii Wschodnioindyjskiej przywoziły do Holandii i Europy duże ilości przypraw (pieprz, gałkę muszkatołową, goździki i cynamon) z kolonii – Holenderskich Indii Wschodnich, czyli współcześnie Indonezji. Przyprawy te wykorzystywano wówczas jedynie w tradycyjnych potrawach i wypiekach holenderskich np. do pieczenia ciasteczek speculaas, a nie do przyrządzania typowych potraw indonezyjskich. W XVII wieku muszkatołowiec korzenny rósł jedynie na indonezyjskich wyspach Banda. W owych czasach gałka muszkatołowa była bardzo droga – w 1621 Holendrzy w krwawy sposób zawładnęli jej uprawami na wyspach. Od wieków gałką doprawia się w Holandii do smaku ugotowaną zieloną fasolkę szparagową. Gałka jest też nieodłącznym składnikiem ciasteczek speculaas, które tradycyjnie są spożywane w okresie poprzedzającym święto Sinterklaas. Innymi klasycznymi kombinacjami warzyw i przypraw w kuchni holenderskiej są: czerwona kapusta z goździkami, kalafior z gałką muszkatołową oraz mus jabłkowy z cynamonem. Przyprawy korzenne zadomowiły się więc w tradycyjnej kuchni holenderskiej wcześniej niż suszone przyprawy z Francji i Włoch. Dodawanie świeżych przypraw i ziół do potraw stało się popularne dopiero ostatnimi czasy.

## Wpływy kolonialne
Kolonialna przeszłość Holandii znalazła swoje odzwierciedlenie w kuchni holenderskiej. Przez długi okres Holenderska Kompania Wschodnioindyjska i Holenderska Kompania Zachodnioindyjska posiadały monopol na morski transport i wymianę handlową pomiędzy Europą i częścią Afryki, oraz pomiędzy Europą i Azją. Gdy obie kompanie zbankrutowały, państwo holenderskie przejęło kolonie. Liczba posiadanych kolonii jednak sukcesywnie zmniejszała się. Około roku 1815 w rękach holenderskich znajdowały się jeszcze: Gujana Holenderska, Antyle Holenderskie, Holenderskie Indie Wschodnie i Nowa Gwinea Holenderska. Po II wojnie światowej najpierw odzyskała niepodległość Indonezja w roku 1949, zaś w roku 1975 niepodległym państwem stał się Surinam. Antyle Holenderskie posiadają obecnie status samorządnych krajów członkowskich Królestwa Niderlandów. Kulinarne wpływy kolonialne (indonezyjskie, surinamskie i antylskie) są w dalszym ciągu widoczne w kuchni holenderskiej.

### Wpływ kuchni indonezyjskiej

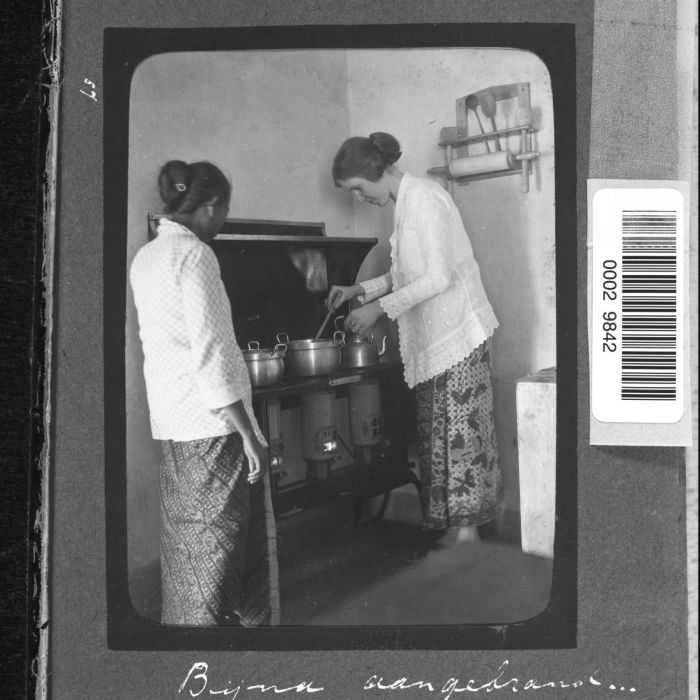
Holenderska pani domu i indonezyjska pomoc kuchenna, Holenderskie Indie Wschodnie, 1925

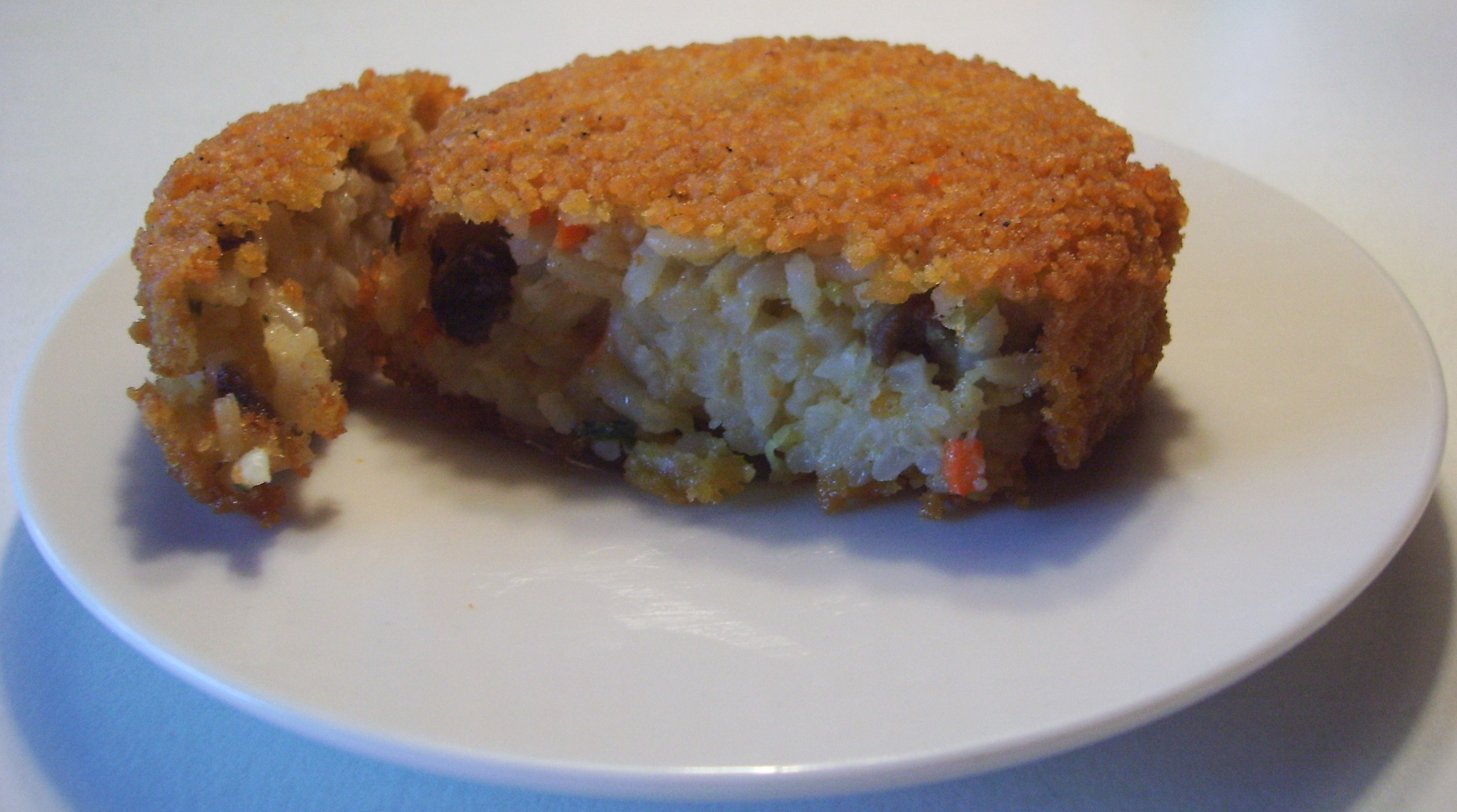
Panierowana porcja nasi goreng

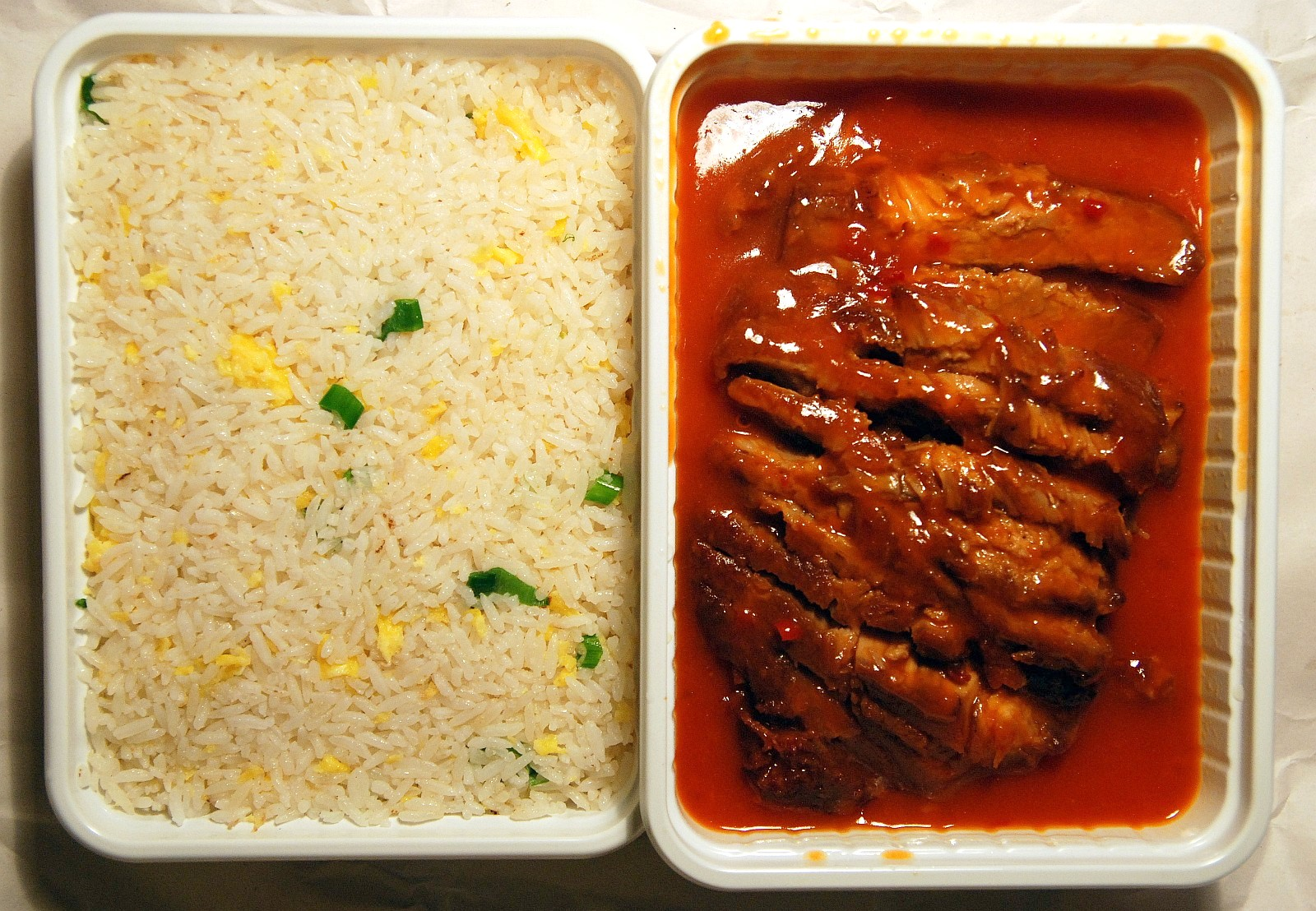
Nasi goreng i char siu na wynos

O ile przyprawy korzenne przywożone przez statki VOC z Holenderskich Indii Wschodnich były obficie wykorzystywane w tradycyjnej kuchni holenderskiej już w XVII wieku, to tradycyjne potrawy indonezyjskie zaczęły powoli przenikać do kuchni holenderskiej dopiero po 1949, gdy Indonezja uzyskała niepodległość i do Holandii masowo przybywali repatrianci oraz powracali żołnierze, przyzwyczajeni do kuchni indonezyjskiej.
Jednak już wcześniej w Holandii były dostępne książki kucharskie z przepisami na indonezyjskie potrawy, a w dużych miastach można było kupić niektóre typowe dla tej kuchni składniki. Na przykład w 1902 ukazała się obszerna książka kucharska poświęcona kuchni indonezyjskiej pt. Nieuw Volledig Oost-Indisch Kookboek. Książka została wydana nie tylko w Holandii, ale także w miastach Semarang i Surabaja w Holenderskich Indiach Wschodnich. W wersji książki dla Holandii znajdował się specjalny dodatek, który zawierał listę surogatów dla indonezyjskich przypraw i warzyw niedostępnych w Holandii, np. świeże przyprawy można było w wielu przypadkach zastąpić suszonymi w postaci proszku, mleczko kokosowe mlekiem z solą, a mie makaronem. W książce znalazły się m.in. instrukcje dotyczące przygotowania rijsttafel czyli „stołu ryżowego”.
Po II wojnie światowej czasopisma kobiece zaczęły drukować przepisy na typowe potrawy indonezyjskie, np. sajgonki, przyczyniając się do ich popularyzowania wśród holenderskich gospodyń domowych. Dodatkowym czynnikiem, który sprzyjał przenikaniu potraw indonezyjskich do kuchni holenderskiej był napływ chińskich imigrantów, mieszkających do tej pory w Indonezji, którzy masowo zaczęli zakładać w Holandii restauracje chińsko-indonezyjskie, w których chińscy kucharze serwowali dania chińskie i indonezyjskie, lecz dopasowane do smaku holenderskiego, czyli mniej pikantne, lecz zarazem mniej autentyczne, np. nasi goreng z kawałkami szynki, smażonego jajka i holenderskim zielonym groszkiem.
Z biegiem czasu Holendrzy zaczęli doceniać smak potraw kuchni indonezyjskiej. Jedzenie indonezyjskie przeżywało szczyt popularności w końcu lat 50. i na początku lat 60. XX wieku. Obecnie można powiedzieć, że indonezyjskie potrawy zadomowiły się na stałe w kuchni holenderskiej. Potrawy pochodzące z kuchni indonezyjskiej są jednak w Holandii serwowane w inny sposób lub o innej porze niż w Indonezji. Nadawanie cech holenderskich potrawom kuchni indonezyjskiej osiągnęło „zenit” lub „nadir” (w zależności od punktu widzenia) w latach 50. i 60. XX wieku, gdy na rynku pojawiły się gotowe do smażenia mrożone panierowane kotlety z nasi- i bami goreng do nabycia w fast foodach jako ciepła przekąska.
Współcześnie nawet w małych holenderskich miasteczkach można spotkać restaurację chińsko-indonezyjską, w której można zamówić „stół ryżowy” czy kupić dania na wynos. Z kolei supermarkety oferują klientom szeroki asortyment produktów indonezyjskich oraz gotowych dań. W każdym snack-barze można kupić satay. Potrawy pochodzące oryginalnie z kuchni indonezyjskiej tj. nasi goreng, sajgonki i „stół ryżowy” są znane szerokiej warstwie społeczeństwa holenderskiego. Restauracje chińsko-indonezyjskie utraciły dawną monopolistyczną pozycję i obecnie muszą konkurować z innymi tego typu restauracjami oferującymi kuchnię azjatycką, głównie z restauracjami wietnamskimi, tajlandzkimi czy japońskimi oraz barami sushi.

#### Rijsttafel

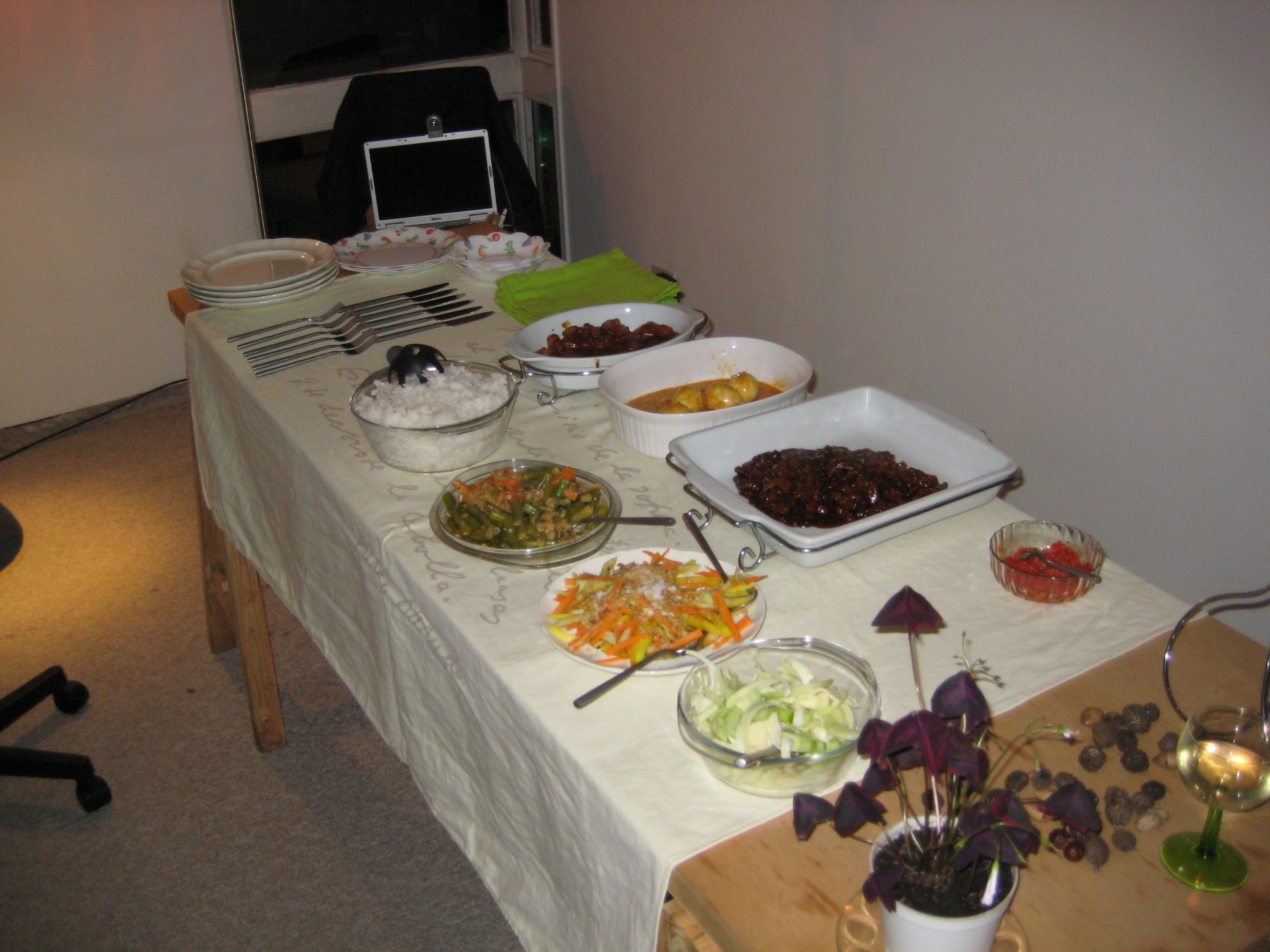
Współczesny indonezyjski „stół ryżowy” po domowemu

Indonezyjski „stół ryżowy” (nid. rijsttafel) jest przykładem kulinarnego fenomenu holendersko-indonezyjskiego, kulinarnego „spadku” po kolonialnej przeszłości Niderlandów.
Tym terminem w Holenderskich Indiach Wschodnich (współcześnie Indonezja) Holendrzy tu wówczas mieszkający określali swój południowy posiłek, na który składał się ryż, do którego serwowano różne inne potrawy (mięsne, z ryb lub jajeczne w sosach) i dodatki (sałatki warzywne i sosy). Tubylcy jedli na co dzień proste jednodaniowe posiłki z ryżu z niewielką ilością dodatków lub bez nich, a jedynie podczas uroczystości slametan spożywali okazały posiłek tumpeng. Rijsttafel jest więc „wynalazkiem” bogatych Holendrów żyjących w Holenderskich Indiach Wschodnich w czasach kolonializmu. W ten sposób, wystawiając na stół liczne potrawy, przygotowane przez ich jawajskie kucharki, chcieli smacznie się najeść lub zaimponować gościom podczas przyjęcia.
Nazwa „stołu ryżowego” nawiązuje do indonezyjskiego okrągłego stołu z otworem na środku, do którego wkładano miskę z ryżem, oraz otworami, w które wkładano okrągłe talerze biesiadników.
Tradycję „stołu ryżowego” zabrali ze sobą do Holandii repatrianci w 1949 roku i podchwycili ją właściciele holenderskich restauracji chińsko-indonezyjskich, którzy jeszcze bardziej dopasowali smak potraw go gustu holenderskiego.
Również obecnie „stół ryżowy” polega na jednoczesnym serwowaniu na stole ryżu i licznych indonezyjskich potraw i dodatków jako posiłku głównego. W sumie na sole zostaje postawionych od 7 do 25 półmisków lub salaterek z jedzeniem, np. gotowany ryż i char siu (babi pangang), nasi goreng, bami goreng, sambal oelek, krupuk, serundeng, satay z sosem orzechowym, rendang, gado-gado. Podczas posiłku potrawy są podgrzewane za pomocą świeczek. Każdy z uczestników sam wybiera dla siebie potrawy i nakłada je na swój talerz. Ponieważ niektóre potrawy „stołu ryżowego” zawierają w swoim składzie wieprzowinę, Indonezyjczycy wyznawcy islamu nie mogą ich spożywać ze względu na zakaz religijny.
W 2016 roku tradycja kulinarna rijsttafel została zaliczona do inwentarza niderlandzkiego niematerialnego dziedzictwa kulturowego (nid. Inventaris van het Nederlands immaterieel erfgoed).
Holenderski wyraz rijsttafel przeniknął do języka indonezyjskiego i angielskiego, można go znaleźć w menu restauracji londyńskich czy australijskich, specjalizujących się w kuchniach azjatyckich.

### Wpływ kuchni surinamskiej

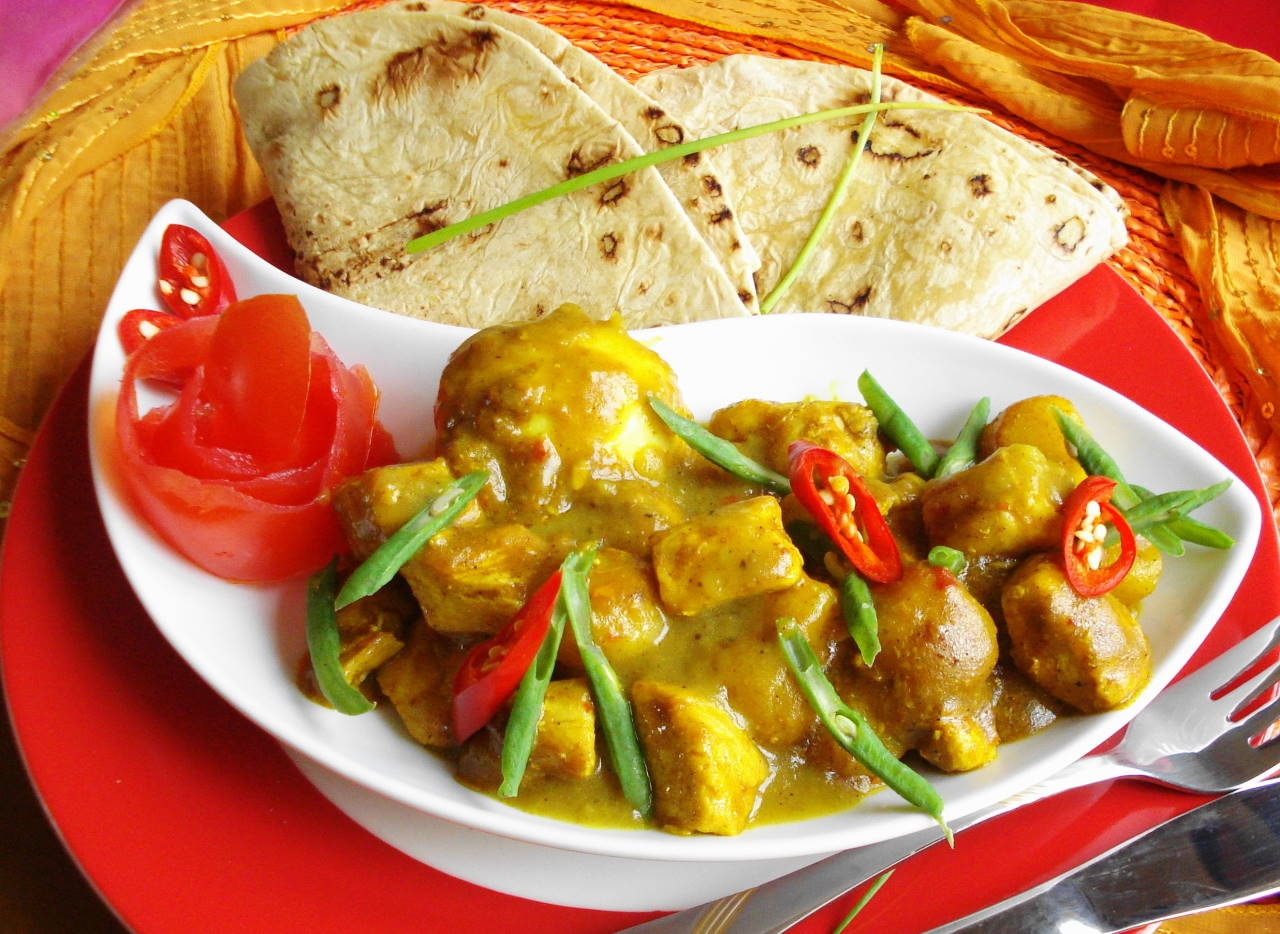
Placki roti z kurczakiem masala

Pomimo że oba kraje łączą stosunki od ponad 300 lat, to kuchnia surinamska stała się bardziej znana wśród społeczeństwa holenderskiego dopiero po 1975 roku, gdy etniczna ludność Surinamu zaczęła napływać do Holandii i osiedlać się głównie w Randstad.
Podobnie jak w kuchni indonezyjskiej, także w kuchni surinamskiej podstawę stanowi głównie ryż. Innymi częstymi składnikami potraw są: maniok, bulwy żółtosoczy, kurczak lub ryba, roti, piżmian jadalny, oberżyna. Charakterystyczną przyprawą jest kultywar papryki chili o nazwie 'Madame Jeanette', ze względu na łagodny smak i przyjemny zapach.
Restauracje i bary surinamskie można spotkać przede wszystkim w dużych miastach holenderskich. Jedną z potraw figurujących w menu jest zapiekanka pom z żółtosoczy z mięsem i przyprawami. Dużą popularnością wśród Holendrów cieszy się bułeczka z mięsem z kurczaka z przyprawą masala, która nazywa się broodje kipkerrie, i którą można kupić na wynos, także w holenderskich fast foodach. W niektórych supermarketach można spotkać stoiska z tradycyjnymi produktami surinamskimi.

### Wpływ kuchni antylskiej
Kuchnia antylska nie jest zbyt dobrze znana w Holandii. Laikowi potrawy antylskie mogą nieco przypominać potrawy surinamskie, co jest niewłaściwe, gdyż kuchnia antylska posiada własne charakterystyczne potrawy. Nawet w dużych miastach restauracje antylskie są rzadkie. Specjalności kuchni antylskiej można skosztować podczas organizowanej corocznie latem w amsterdamskiej dzielnicy Bijlmer imprezy Kwaku Summer Festival.

## Wkład do innych kuchni
Tradycyjna kuchnia holenderska wywarła wpływ na rozwój kuchni w Nowym Świecie, gdzie przybywający tam osadnicy holenderscy rozprzestrzenili około 1650 roku zwyczaj posługiwania się widelcem, spopularyzowali jedzenie pomidorów, sałaty, surówki z białej kapusty oraz pączków, które są obecnie znane jako amerykańskie donuty, a także upowszechnili jedzenie precli, naleśników, gofrów i małych kruchych ciasteczek.
Powszechnie używany w amerykańskiej odmianie języka angielskiego wyraz cookie, na określenie płaskiego, kruchego, słodkiego ciasteczka, został XVII lub XVIII wieku zapożyczony od słowa koekie pochodzącego z niderlandzkiego dialektu (j. nid. koekje – ciasteczko; zdrobnienie od koek – ciasto), którego używali osadnicy holenderscy przybyli na kontynent amerykański; przejęte zostało słowo i jego znaczenie, a pisownia została dopasowana. Co więcej wyraz doczekał się innych, nowych znaczeń, np. w informatyce jako HTTP Cookie, a „Ciasteczkowy Potwór” (ang. Cookie Monster) to imię jednego z bohaterów programu telewizyjnego dla dzieci pt. Ulica Sezamkowa; określenie cookie monster bywa też używane dla wskazania smakosza ciasteczek.
Inne wyrazy z języka niderlandzkiego związane z tematyką kulinarną, które zostały przejęte do amerykańskiej wersji języka angielskiego i uległy szerokiemu rozpowszechnieniu to: advocaat, coleslaw i brandy.

## Współczesna kuchnia

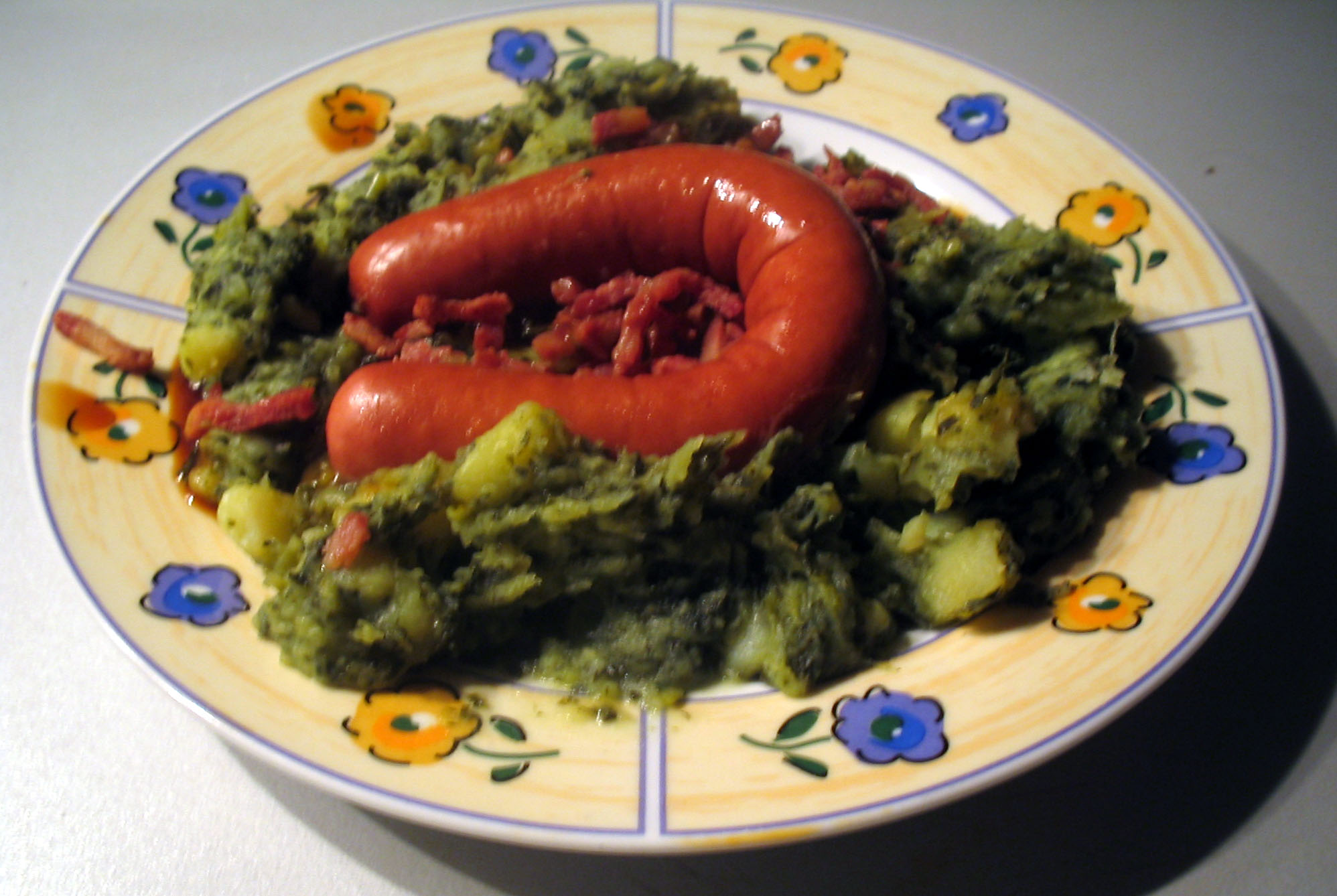
W dalszym ciągu popularne: potrawa stamppot i kiełbasa rookworst

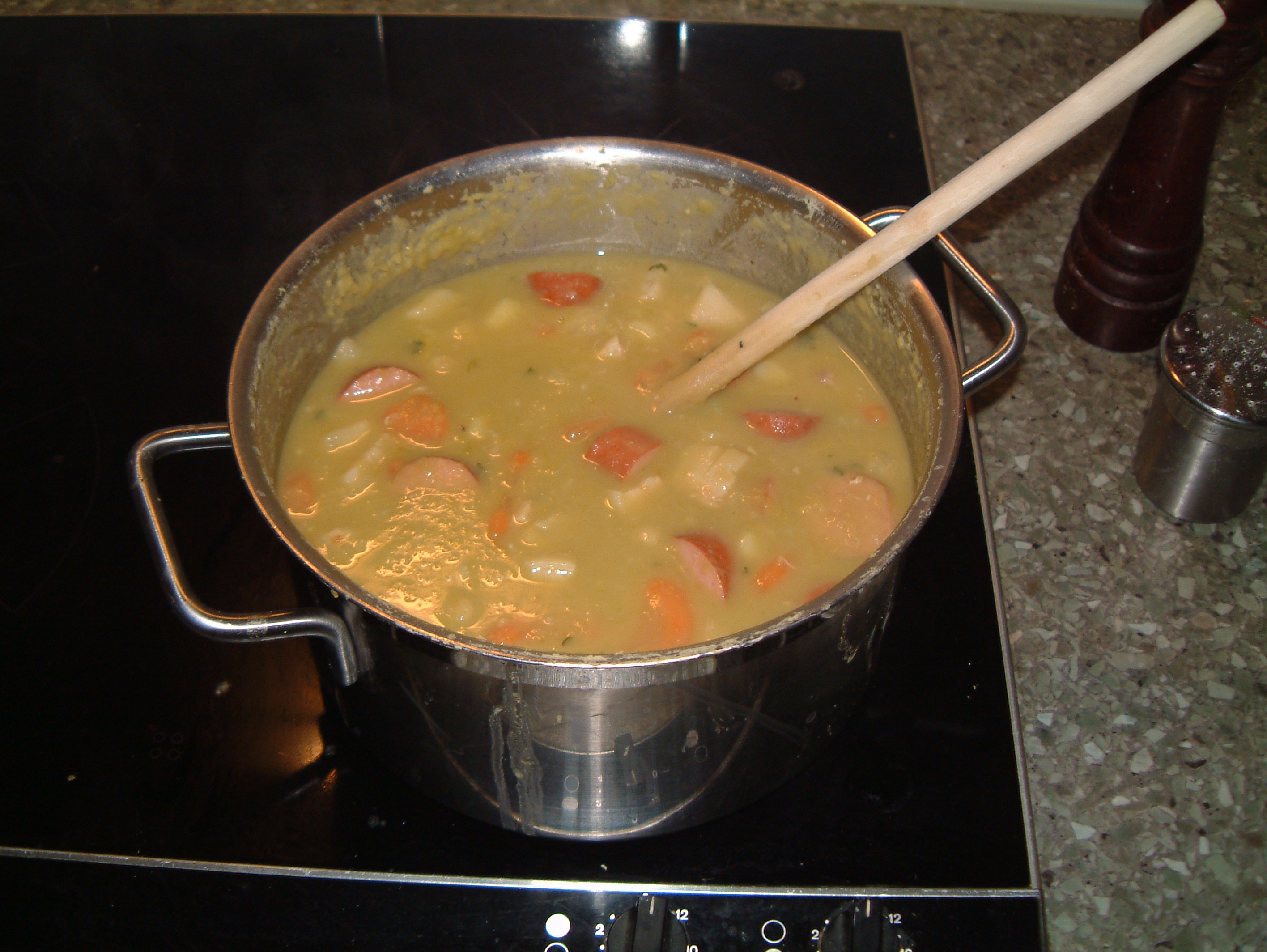
... oraz zupa grochowa snert

Współczesna tradycyjna kuchnia holenderska jest uważana za prostą i mało wyszukaną. Cieszy się umiarkowaną reputacją na świecie. Spośród innych kuchni narodowych wyróżnia się obowiązkową obecnością warzyw w gorącym posiłku. Wykazuje jedynie ograniczone podobieństwa do kuchni sąsiadów (Belgii i Niemców). Ze względu na uwarunkowania historyczne uległa m.in. wpływowi kuchni indonezyjskiej. Pod wpływem wyjazdów wakacyjnych do krajów południowoeuropejskich pojawiło się natomiast zainteresowanie kuchnią hiszpańską, włoską i grecką. Sami Holendrzy nie są za bardzo dumni ze swojej kuchni.
Współczesna kuchnia holenderska oferuje pożywne i tanie potrawy ze sporą ilością warzyw, bez przywiązywania dużej wagi do kulinarnych szczegółów. Jej podstawowymi składnikami są: ziemniaki, warzywa i mięso. O ile cechą charakterystyczną dawnej kuchni tradycyjnej było (zbyt) długie gotowanie warzyw, to we współczesnej kuchni holenderskiej skrócono czas gotowania warzyw. Zwraca się także większą uwagę na wykorzystanie lokalnych sezonowych warzyw, mięsa i innych produktów wyprodukowanych ekologiczne, jakość oferowanych surowców (pomidor ze smakiem, a nie bezsmakowy) i gotowanie ze świeżych produktów. Ulubionym gorącym daniem są w dalszym ciągu ziemniaki ugotowane i polane sosem jus, porcja do miękkości ugotowanych warzyw oraz usmażona kulka z mięsa mielonego, która nazwa się gehaktbal. Na liście tradycyjnych potraw, które na tygodniu goszczą na stole, znajdują się:
- zupa z zielonego grochu erwtensoep,
- zupa z brązowej fasolki bruine bonensoep,
- różnorakie stamppoty,
- kotlet mielony gehaktbal
- sos jus,
- hutspot,
- hachee,
- uitsmijter,
- poffertjes,
- naleśniki pannenkoeken,
- brązowa fasolka z boczkiem bruine bonnen met uitgebakken spek
- groch z boczkiem i syropem kapucijners met uitgebakken spek en stroop.

Współcześnie Holendrzy chcą gotować szybko i w łatwy sposób. W odpowiedzi na takie zapotrzebowanie na sklepowych półkach pojawiły się obrane, umyte i pokrojone ziemniaki – gotowe, aby wrzucić je do garnka. Podobnie w woreczki pakowane są umyte i pokrojone warzywa przeznaczone do dalszej obróbki kulinarnej. Bogaty asortyment warzyw jest również dostępny w puszkach, słoikach i jako mrożonki. Oferowane są także półprodukty do wyrobu potraw oraz gotowe posiłki na plastikowych tackach, które wymagają skróconego czasu obróbki cieplnej lub jedynie przygrzania. Popyt na gotowe posiłki wykazuje tendencję wzrostową, co tłumaczy się m.in. polepszeniem wartości odżywczej (zawartość witamin) i smaku przez zastosowanie nowych, lepszych technologii podczas produkcji, różnorodnością asortymentu (dania tradycyjne i obcych kuchni), szybszym tempem życia, większą ilością gospodarstw domowych jednoosobowych, pracą zawodową kobiet poza domem, wzrostem dochodów i bardziej pozytywną opinią społeczną o wykorzystywaniu w kuchni półproduktów i gotowych dań.
Coraz wyraźniejszy staje się wpływ kuchni innych narodów na kuchnię holenderską, szczególnie kuchni indonezyjskiej, chińskiej, surinamskiej, włoskiej, tureckiej i marokańskiej. Potrawy takie jak nasi czy spaghetti zadomowiły się w holenderskim menu. Także sery z innych krajów tj. Brie, Feta czy Mozzarella są powszechnie dostępne w handlu. Kuchnia holenderska ulega procesowi globalizacji, o czym świadczy fakt, że typowe przepisy holenderskie stanowią tylko 1/5 wszystkich przepisów ukazujących się w czasopismach kulinarnych, przy czym większość posiłków gotowanych w domu stanowi połączenie składników rodzimych z egzotycznymi. Szczególnie w weekendy są chętnie przygotowywane potrawy z innych krajów, charakterystyczne dla kuchni innych narodów. Także decydując się na obiad w restauracji Holendrzy wybierają kuchnię innego kraju.
Tradycyjna kuchnia holenderska pozytywnie wpływa na męską płodność – według wyników badania naukowego przeprowadzonego na Uniwersytecie Erasmusa w Rotterdamie – mężczyźni odżywiający się w tradycyjny sposób (kombinacja ziemniaków, warzyw i porcji mięsa lub stamppoty) mają znacznie więcej (prawie dwa razy tyle) plemników w spermie niż mężczyźni odżywiający się w inny sposób (odpowiednio 62 miliony plemników/mililitr i 37 milionów/ml).
Nowoczesne standardy żywieniowe wykazują tendencję ku zanikowi kontrastów i ku zwiększaniu różnorodności, zgodnie z teorią procesu cywilizacyjnego Norberta Eliasa, np. wszystkie warstwy społeczne jedzą dzisiaj te same produkty na deser: jogurty, twarożki, vla i owoce. Różnice występują jedynie podczas uroczystości, np. Jan Kowalski z żoną i dziećmi je w niedzielę na deser tort lodowy, podczas gdy koneser kulinarny je kawałki egzotycznych owoców polane zabaglione. Współcześnie nawet smakosz woli zjeść wymyślny deser czy potrawę w typie nouvelle cuisine w restauracji, zamiast samemu przygotowywać w domu.
Innym współczesnym stylem kulinarnym, który dotarł także do Holandii jest tzw. kulinarny pluralizm, termin użyty przez socjologa Stephena Mennella, oznaczający, że na stołach w wielu holenderskich rodzinach goszczą dzisiaj nie tylko tradycyjne potrawy holenderskie, ale także na przemian potrawy charakterystyczne dla tradycyjnej kuchni indonezyjskiej, włoskiej i francuskiej. Opinie na temat wpływu kulinarnego pluralizmu na niderlandzkie dziedzictwo kulturalne są podzielone. W obecnym wielokulturowym społeczeństwie holenderskim szersze znaczenie uzyskało stare przysłowie mówiące, że człowiek zachowuje apetyt dzięki temu, że zmienia od czasu do czasu spożywane potrawy (nid. Verandering van spijs doet eten).
Kuchnia holenderska ulega ciągłym zmianom i wpływom kuchni innych narodów, nie są jej także obce wpływy egzotyczne. Na stole ciągle pojawiają się nowe produkty spożywcze, a produkty już od dawna obecne na rynku są dopasowywane do wymogów klienta, zaś niektóre tradycje kulinarne zanikają.

### Ziemniaki,stamppotyi „kulinarne trio”

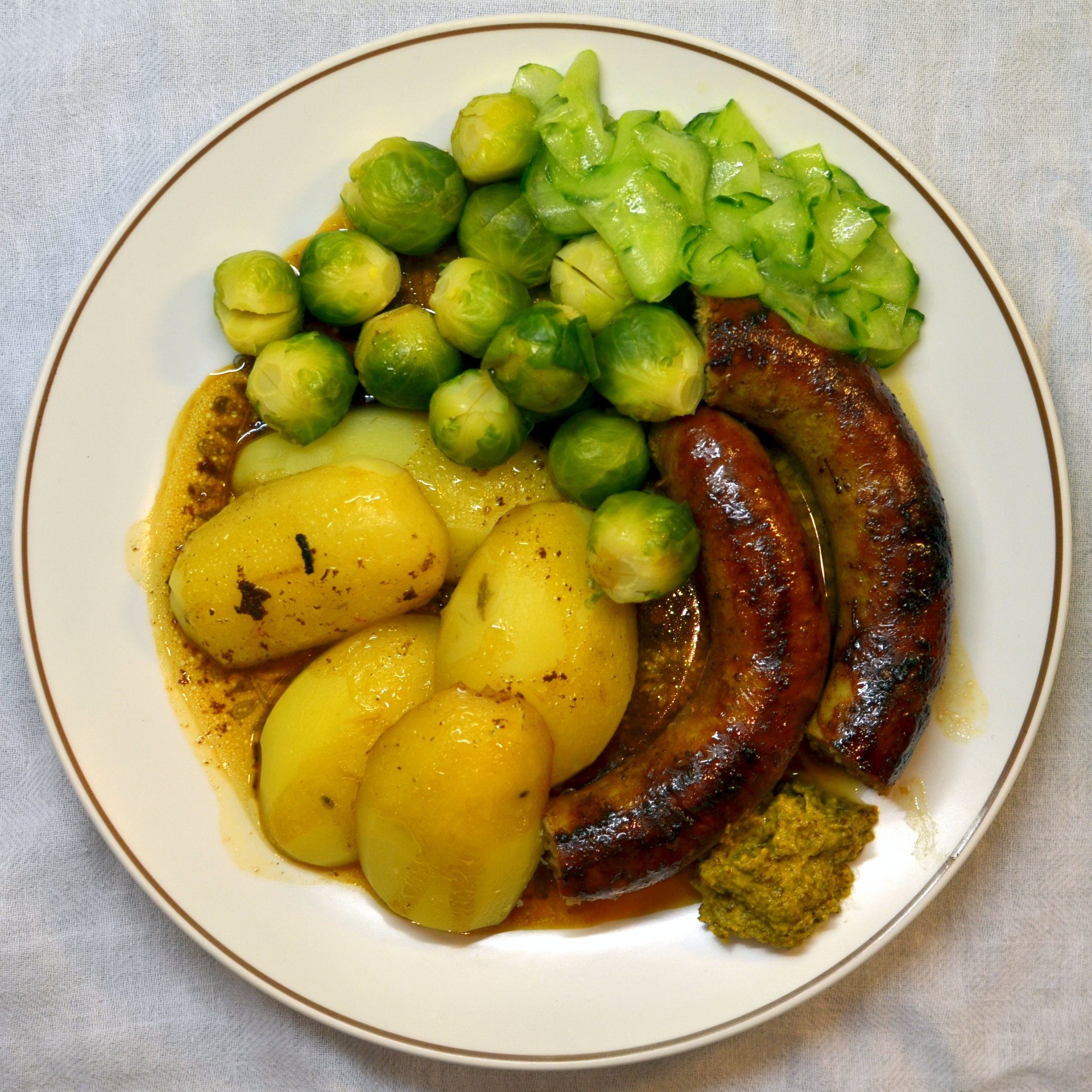
Proste danie holenderskie – „kulinarne trio”: ziemniaki polane sosem jus, pieczona kiełbasa i brukselka

Po raz pierwszy ziemniaki dotarły do Holandii około 1600 roku, dzięki Hiszpanom, którzy już w XVI wieku przywieźli bulwy ziemniaczane z Ameryki Południowej do Europy. Przedtem w kuchni był wykorzystywany m.in. korzeń pasternaku. Od XVII wieku ziemniaki zaczęły zastępować korzeń pasternaku w kuchni. Jednak początkowo bulwy ziemniaka, z brzydkimi plamami i brodawkami, nie cieszyły się zaufaniem. W przesądach obwiniano ziemniaki za to, że wywoływały choroby takie jak kiła czy gruźlica. Jeszcze w XVIII wieku bulwy ziemniaczane wykorzystywano przede wszystkim jako pożywienie dla świń i więźniów. Dopiero w XIX wieku ziemniaki stały się podstawą przyrządzanych potraw – jednogarnkowych stamppotów, gotowanych na małym piecyku o jednym palniku, do których bardziej zamożni podawali ugotowaną wędzoną kiełbasę o kształcie podkowy tzw. rookworst. Stamppot jest uważany przez niektórych za ucieleśnienie tradycyjnej kuchni holenderskiej oraz symbol ciężkiej pracy, umiarkowania i wstrzemięźliwości. Około 1850 roku wskutek pojawienia się nowych urządzeń kuchennych i technik obróbki kulinarnej potrawy jednogarnkowe zastąpiono osobno gotowanymi ziemniakami, do których podawano osobno ugotowane warzywa i osobno przyrządzone mięso – tzw. „kulinarne trio”, czyli ziemniaki, warzywa i mięso.
Obecnie w sprzedaży znajdują się liczne gatunki ziemniaków, które różnią się od siebie kolorem, smakiem, kształtem i sposobem obróbki kulinarnej. Ogólnie na sklepowych półkach ziemniaki podzielone są na vastkokend, czyli pozostające w całości po ugotowaniu, oraz kruimig, które rozgotowują się częściowo podczas gotowania. Ziemniaki (najczęściej gotowane, ale także tłuczone, smażone czy w postaci frytek) stanowią nieodzowny element gorących potraw.

### Zupy
Tradycyjne zupy są zawiesiste. Ich pochodzenie sięga czasów średniowiecza. W swoim składzie zupy te zawierają kiełbasę lub mięso wieprzowe oraz warzywa (cebulę, marchewkę i pory), które są razem długo gotowane. Przykładami takich zup są: pożywna zupa grochowa erwtensoep czy zupa z brązowej fasolki bruine bonensoep, zupa serowa (ze starego, startego na tarce sera żółtego, rozpuszczonego w bullionie z mąką, z dodatkiem białego wina i śmietanki oraz uprzednio usmażonej cebulki i czosnku), zupa z węgorza i zielonych szparagów, zupa z ziemniaków i porów. Ponadto gotowane są także inne zupy, jak np. warzywna, z kurczaka oraz z kurczaka z zasmażką i śmietaną nazywana „zupą królowej” (koninginnensoep). Najbardziej znaną spośród zup holenderskich jest zupa z zielonego grochu erwtensoep, która jest najchętniej spożywana zimą, razem z żytnim chlebem roggebrood i boczkiem. Natomiast najczęściej spożywaną zupą jest przezroczysta zupa warzywna groentesoep. Jeszcze w latach 60. XX wieku zupy były gotowane w domu od podstaw, na bazie własnego bulionu i świeżych warzyw, z dodatkiem kuleczek z mięsa, i doprawiane Maggi. Współcześnie większość kupuje w sklepie już gotową do spożycia zupę i jedynie wzbogaca ją świeżymi warzywami lub przyprawami.

### Warzywa i owoce
W kuchni holenderskiej warzywa stanowią nieodzowny składnik ciepłego posiłku, obok ziemniaków i porcji mięsa. Także w zupach i stamppotach warzywa są jednym z podstawowych składników. Do popularnych warzyw wykorzystywanych w daniach tradycyjnych należą: buraki czerwone, brukselka, rzepa, wężymord czarny korzeń, kalarepa, portulaka pospolita, kalafiory, różne rodzaje kapusty, endywia, zielona fasola szparagowa i marchew. Niesłabnącą popularnością cieszy się kalafior – klasycznym przykładem menu z nim są gotowane ziemniaki, kulka mięsa mielonego (nid. gehaktbal) w sosie jus i ugotowane różyczki kalafiora polane sosem serowym. W latach 50. XX wieku bardzo popularna była brukselka, a odór gotowanej brukselki (nid. spruitjeslucht) stał się w języku holenderskim synonimem ograniczoności umysłowej tego okresu w historii. Duża rolę w potrawach i zupach odgrywają także ziemniaki i warzywa strączkowe. Niektóre tradycyjne warzywa zostały prawie całkowicie zapomniane, np. bulwy słonecznika bulwiastego i żółta marchew. Z owoców wykorzystywane są: jabłka, gruszki, śliwki, truskawki i tzw. owoce leśne (maliny, jeżyny i jagody). Zarówno owoce, jak i warzywa są gotowane do miękkości. Spożywa się je podczas trwania sezonu oraz wekuje na zimę.

### Mięso

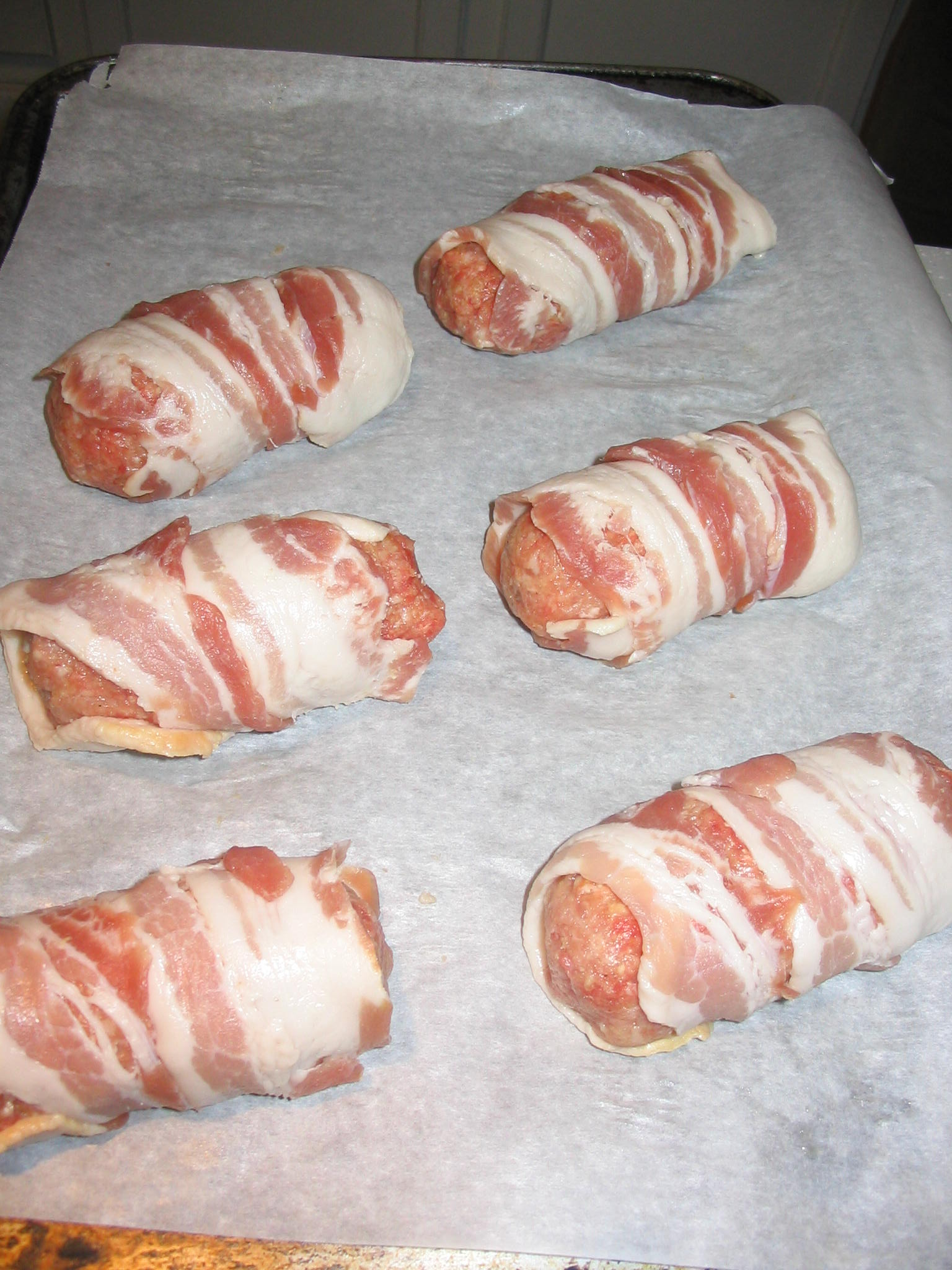
Slavinken – wałeczki uformowane z mięsa mielonego wołowo-wieprzowego pół na pół i owinięte w plastry surowego boczku

Mięso jest bardziej oszczędnie używane w kuchni, aczkolwiek większość Holendrów spożywa je każdego dnia. W 2007 spożycie mięsa i produktów mięsnych wynosiło 85 kg w przeliczeniu na jedną osobę. Najbardziej popularne jest mięso wieprzowe i wołowe. Środa jest nazywana dniem mięsa mielonego (nid. Woensdag – gehakt dag), bowiem dawniej właśnie w środy rzeźnicy oferowali mięso mielone po obniżonej cenie. Typowym daniem mięsnym jest rodzaj kotleta mielonego, który ma kształt dużej kulki i jest polewany sosem jus. Poza tym popularne są kotlety ze schabu (panierowane lub nie), mięso mielone owijane w surowy boczek (nid. slavinken) lub rostbef (nid. rundervinken), kotlety cielęce, hachee, befsztyki i mielone. W Holandii spożywana jest także konina i baranina. Do mięsa z kurczaka najczęściej serwowany jest mus jabłkowy.

### Ryby

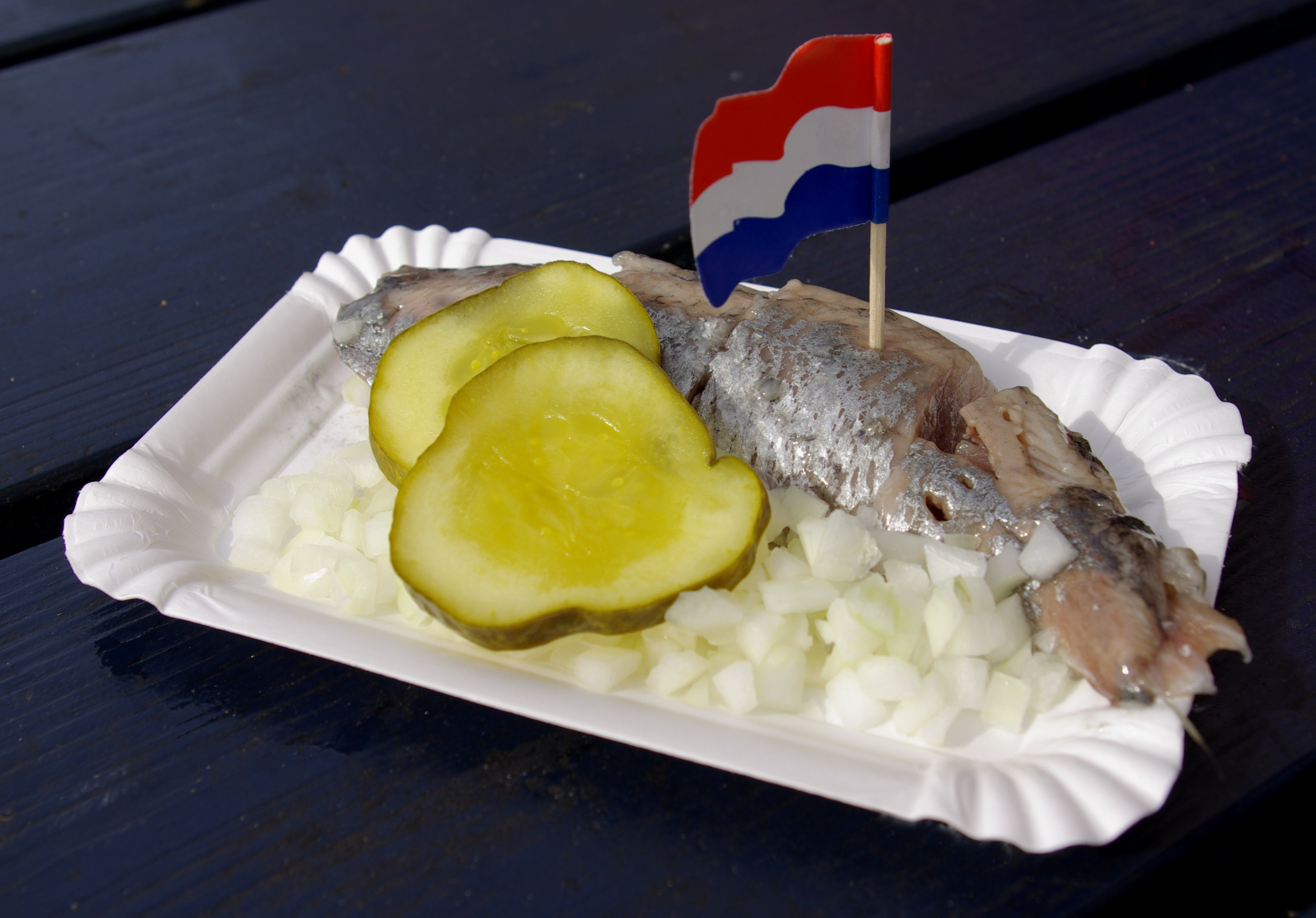
Hollandse Nieuwe

Już w czasach przed przybyciem Rzymian rodzime gatunki ryb gościły na stołach bogatych, jak i ubogich przodków współczesnych Holendrów. W kuchni wykorzystywano ryby świeże, suszone i solone. Od wieków ryby były często spożywane w okresie postów, zastępując mięso. Wynalezienie na przełomie XIII i XIV wieku metody sprawiania i konserwowania śledzi (nid. haringkaken) przez Willema Beukelszoona z miejscowości Biervliet w prowincji Zelandii, przyczyniło się do spopularyzowania tych ryb. Obecnie z ryb popularne są: śledzie, filety z dorsza, makrela, łupacz, sola, rdzawiec, łosoś i węgorz. Ze skorupiaków na holenderskim stole tradycyjnie goszczą: krewetki z Morza Północnego oraz małże i ostrygi hodowane w basenach zlokalizowanych w prowincji Zelandii. Tradycyjną rybną przekąską jest częściowo wypatroszony i poddany procesowi dojrzewania, solony, surowy śledź (nazywany Hollandse Nieuwe lub maatjesharing), który po oczyszczeniu jest serwowany z posiekaną cebulą. Zjada się go, trzymając rybę za ogon w powietrzu nad ustami, z głową przechyloną do tyłu. Do rybnych przysmaków zaliczana jest w tradycyjny sposób uwędzona makrela i węgorz.

### Sery

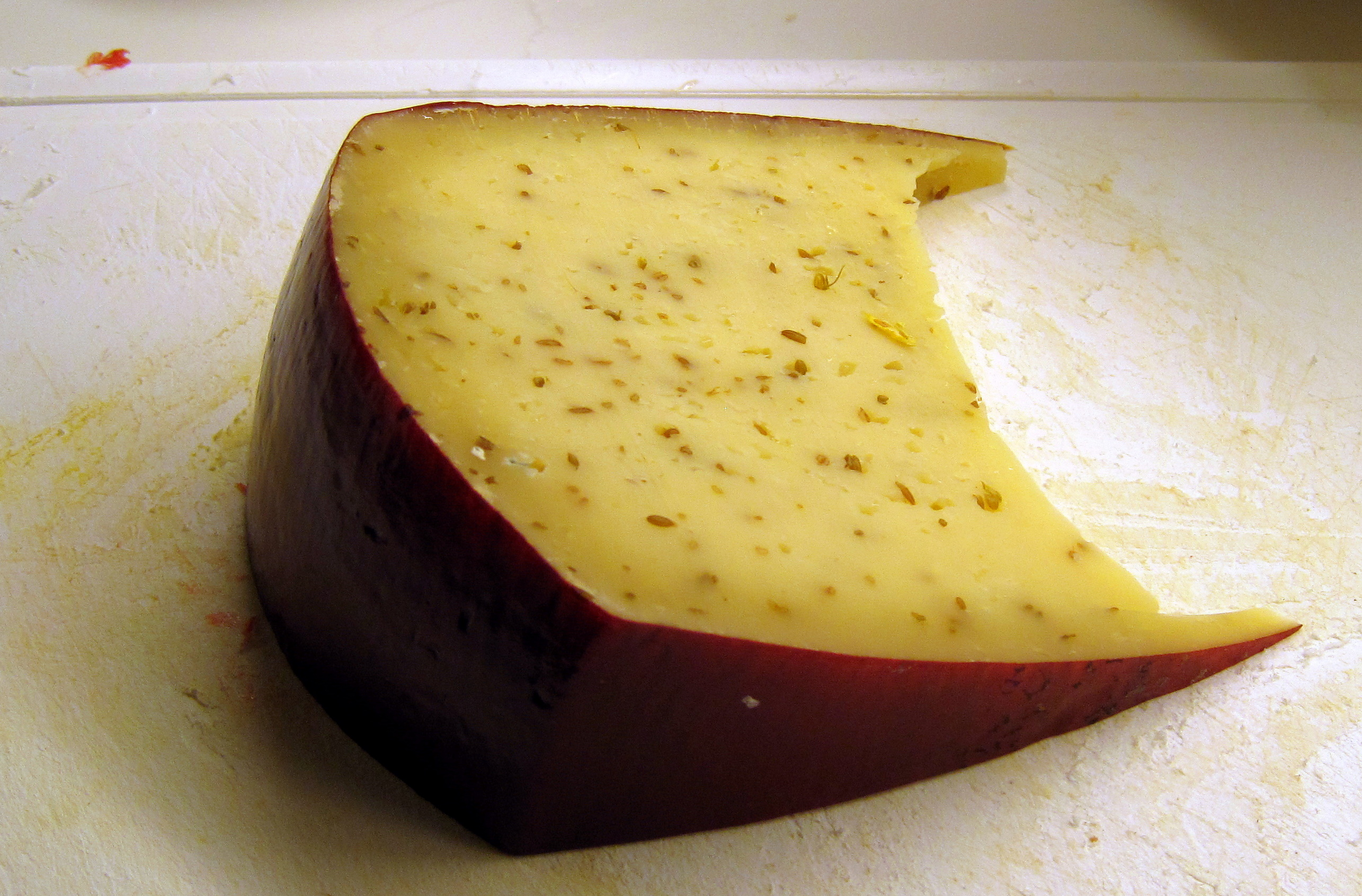
Leidse kaas – ser żółty z kminem

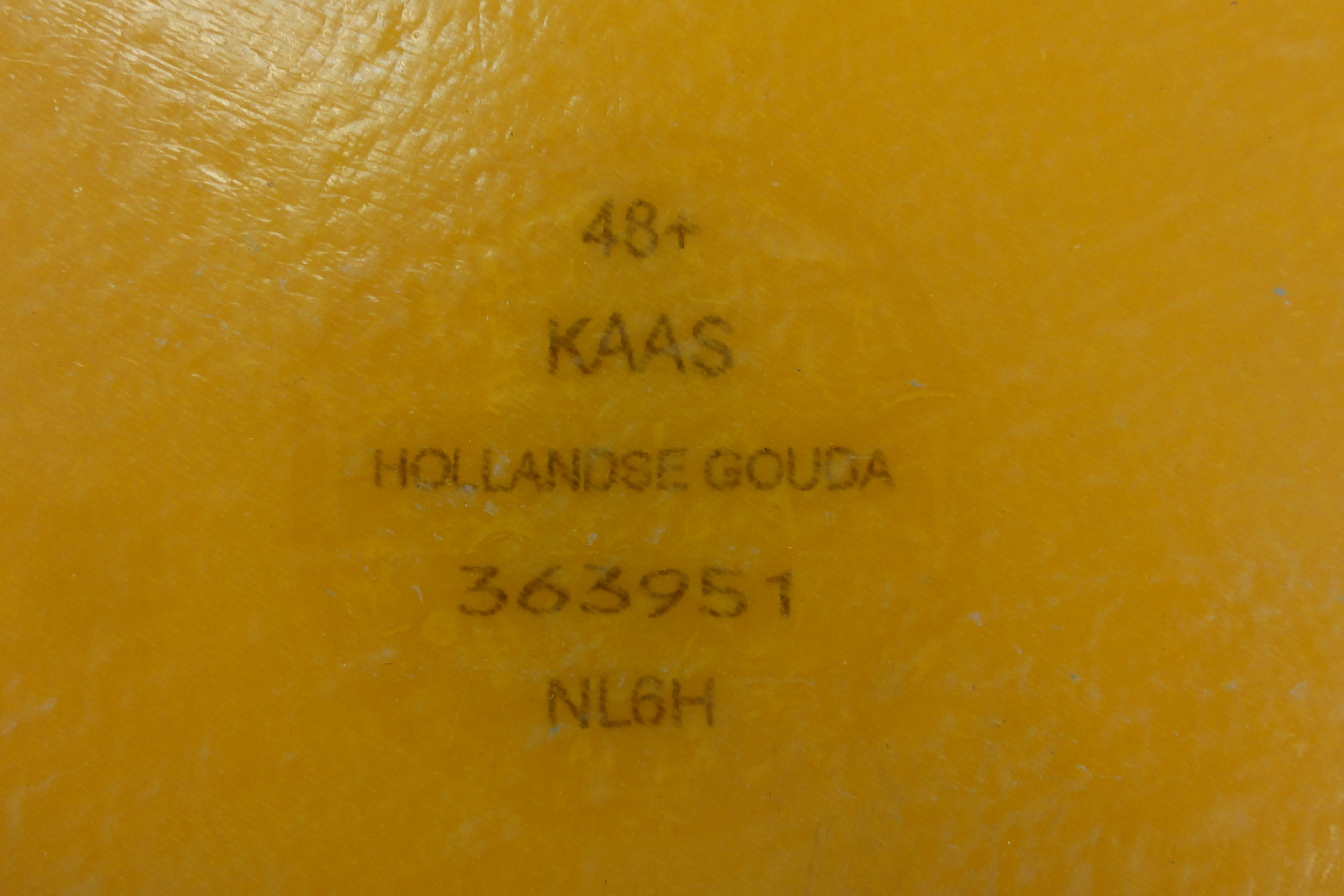
Znak na serze

Holandia słynie z produkcji serów żółtych, których nazwy często związane są z miejscowością lub okolicą, w której były produkowane, a czasami także z porą roku. Ser wyrabiano na terenie dzisiejszej Holandii już 800 lat przed naszą erą, o czym świadczą odnalezione naczynia gliniane z otworami, które pozwalały na oddzielenie skrzepu od serwatki i osuszenie. W 57 p.n.e. Juliusz Cezar wzmiankował w swoich pamiętnikach pt. O wojnie galijskiej, że żyjący tu ludzie żywili się mlekiem, serem i mięsem. Hodowlą krów i wyrobem produktów mleczarskich trudnili się szczególnie chłopi zamieszkali w prowincjach graniczących z wybrzeżem, produkując nie tylko na własne potrzeby, ale także na sprzedaż w mieście. Od czasów średniowiecza holenderskie sery były także przewożone statkami do innych krajów. Również w średniowieczu pojawiły się pierwsze regulacje władz miejscowych lub regionalnych dotyczące jakości sera oraz mające zapobiegać fałszerstwom. W latach 1700–1800, okresie rozkwitu gospodarczego, Holandia była już znana poza swoimi granicami z produkcji serów. Na początku XX wieku wprowadzono kontrolę jakości serów, przede wszystkim kontrolowano zawartość tłuszczu w serze. W 1913 roku stał się obowiązkowy rządowy znak na serze, informujący o jego nazwie, pochodzeniu i zawartości tłuszczu, pozwalający na skontrolowanie procesu produkcji i jakości końcowego produktu.
Bywa, że Holendrzy określają siebie samych lub są przezywani przez innych kaaskoppen (nid. kaas – ser i koppen – łby, głowy), albowiem od wieków są znani jako producenci i smakosze żółtych serów. Już w 1596 Anglik zauważył, że Holendrzy konsumują dużo kanapek z serem. Samo określenie pojawiło się podczas rewolucji belgijskiej w latach 1830–1839 i miało wydźwięk negatywny, lecz nie całkiem pokrywało się z prawdą, gdyż Belgowie w owych czasach również chętnie jedli ser. Według innego podania holenderscy chłopi z okolic Goudy i Bodegraven chwytali za widły i zakładali na głowę drewniane naczynia służące do wyrobu sera jako hełm, aby w takim rynsztunku bronić swoich zapasów przed plądrującymi okolicę pozbawionymi żołdu żołnierzami napoleońskimi. Do naczynia do wyrobu sera wkładali najpierw trochę siana i szmat, po czym nakładali na głowę i przywiązywali paskiem ze skóry pod brodą.
Do dziś w pięciu miastach: Alkmaar, Edam, Gouda, Hoorn i Woerden są organizowane tradycyjne targi serów. Na targach w Gouda i Woerden nadal odbywa się rzeczywisty handel, a w pozostałych miastach organizowany jest dla turystów pokaz, jak dawniej dokonywano degustacji, ważenia i sprzedaży serów.
Ser jest zwykle spożywany na śniadanie i stanowi jeden z najważniejszych produktów mlecznych. Przykładami serów holenderskich są: Gouda, Leerdammer, Edammer, Maaslander, Amsterdammer, Leidsekaas czyli inaczej komijnekaas (ser z nasionami kminu rzymskiego), gatenkaas (holenderski ser z dziurami), Friese nagelkaas (ser z goździkami), mosterdkaas (ser musztardowy z ziarenkami gorczycy), graskaas (ser zrobiony z mleka krów pasących się na zielonej trawie, który pojawia się w handlu zawsze na początku czerwca i charakteryzuje się wybitnie łagodnym smakiem i miękkością) i rookkaas (ser wędzony o podłużnym kształcie z brązową skórką). Na rynku dostępne są także sery topione o różnych smakach oraz sery z mleka koziego. Większość serów holenderskich to sery twarde, które zawierają 54 do 63% wody i nadają się do krojenia.
Najczęściej każdy gatunek sera żółtego dostępny jest w 3 wariantach, które zależą od stopnia dojrzałości danego sera: jong (młody ser o delikatnym smaku, który dojrzewa 4 tygodnie), belegen (dojrzały ser o intensywnym smaku, który dojrzewa przez 4 miesiące) i oud (stary, mocno dojrzały ser ostry w smaku, proces dojrzewania trwa 10 miesięcy).

### Napoje
W średniowieczu ludzie zbierali deszczówkę, ale ponieważ szczególnie w miastach woda na zewnątrz ulegała zanieczyszczeniu i nie nadawała się do picia, to prości ludzie sięgali po piwo, a zamożni po wino. Na wsi chłopi pili dużo mleka i pochodnych napojów, później mleczarze zaczęli sprzedawać mleko i napoje mleczne w miastach. Aktualnie dorośli najczęściej piją: kawę, herbatę, piwo i gin, zaś dzieci mleko. Do śniadania pita jest kawa, herbata lub cappuccino. Holendrzy piją dużo kawy. Także podczas porannej i popołudniowej przerwy w pracy pita jest kawa. Gorąca czekolada do picia jest szczególnie popularna zimą, np. przy jeździe na łyżwach. Wieczorem mężczyźni często piją piwo, a kobiety lampkę wina lub sherry. Przykładami holenderskiego piwa są: Heineken, Bavaria i Amstel. Typowymi mocnymi napojami alkoholowymi są jenever i berenburg.

## Rozkład posiłków

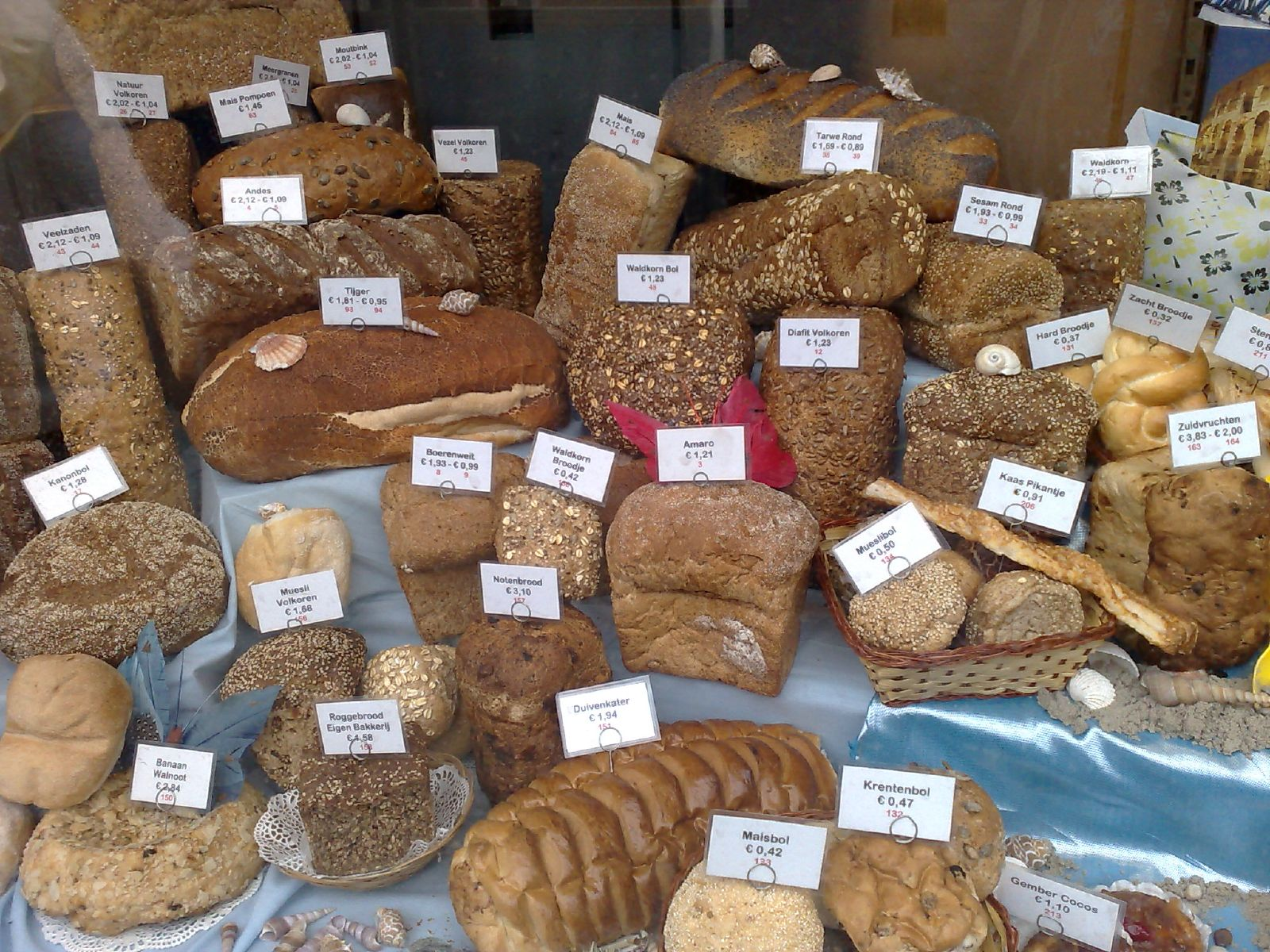
Holenderskie pieczywo

Holendrzy spożywają trzy posiłki dziennie: śniadanie, lunch (między godziną 12 a 13) i ciepłą kolację (najczęściej o godzinie 18).
Podstawą śniadania i lunchu jest pieczywo posmarowane masłem lub margaryną i obłożone plasterkami wędliny lub sera. Kromki chleba smaruje się też masłem orzechowym lub obsypuje słodkimi granulkami z czekolady (tzw. hagelslag). Popularne są także inne posypki, np. o smaku owocowym czy anyżowym. Alternatywą pieczywa na śniadanie jest zupa mleczna. Do śniadania najczęściej pijana jest kawa lub herbata (bez mleka). Podczas przerwy na kawę (około godziny 10 rano) lub w godzinę czy dwie po wieczornym posiłku chętnie zjadane są słodkie przekąski, np. stroopwafel, Zeeuwse bolus, tompoes. Praktycznie z tych samych składników (chleb, ser i wędliny) składa się lunch, do którego pije się często mleko lub inny zimny napój. Dodatkami do lunchu może być kubek gorącej zupy, owoc, mała sałatka lub podgrzany krokiet. Gorący, wieczorny posiłek, na który składają się ziemniaki, warzywa i mięso lub ryba, jest gotowany w domu, podczas gdy lunch często kupowany jest poza domem czy miejscem pracy. Większość Holendrów w dalszym ciągu zasiada wieczorem wspólnie z całą rodziną do stołu, aby spożyć gorący posiłek. W przypadku starszych generacji na stole goszczą tradycyjne potrawy – ugotowane ziemniaki i warzywa oraz mięso, tzw. Hollandse pot, podczas gdy młodsze pokolenie preferuje potrawy z makaronem i ryżem, zaś w grupie wiekowej 35 do 55 lat spożywane są zarówno potrawy tradycyjne, jak i potrawy na bazie makaronu lub ryżu. Dorośli uważają wspólne zjedzenie gorącej kolacji za miły moment dnia i okazję do rozmowy, lecz według dzieci jest to strata czasu i wolałyby zjeść chleb. Coraz więcej osób siedzi z talerzem na kolanach przed telewizorem. Na deser popularny jest jogurt, vla (rodzaj kisielu mlecznego), pap (rodzaj owsianki), pudding lub owoce. W soboty wiele rodzin rezygnuje z gorącej kolacji i zastępuje ją posiłkiem z kromek chleba. W niedziele i w dni świąteczne podawana jest zupa jako pierwsze danie.

## Słodycze i wypieki a tradycje
Najbardziej popularnymi słodyczami w Holandii są różne rodzaje cukierków ze słoną lukrecją nazywane drop. W przeciwieństwie do słodkich i kolorowych cukierków holenderskie dropjes są czarne, słone i niepozorne, stąd określane mianem „cukierków kalwinistycznych”. Rocznie Holendrzy kupują średnio 30 milionów kg tych cukierków. Fenomen ich popularności jest niezrozumiały dla obcokrajowców, którym dropjes absolutnie nie smakują, podczas gdy Holendrzy zamieszkali poza granicami zamawiają je dla siebie w sprzedaży wysyłkowej. Popularne są także żelki oraz pastylki miętowe.
Tradycyjne słodycze i wypieki są spożywane z okazji święta Sinterklaas: borstplaat, taai taai, banketletter, litery czekoladowe oraz ciasteczka: speculaas, pepernoten i kruidnootjes.
Na świątecznym stole podczas brunchu gości kerststol – słodkie ciasto drożdżowe z rodzynkami i nadzieniem ze zmielonych migdałów, zaś podczas bożonarodzeniowego obiadu popularne jest przyrządzanie posiłku sposobem gourmet lub fondue. Odmiana drożdżowej strucli zwana Passstol pojawia się także na stole wielkanocnym, obok ugotowanych na twardo i ufarbowanych na różne jaskrawe kolory jajek. Ze słodyczy na sklepowych półkach dominują w tym okresie czekoladowe jajka oraz czekoladowe zajączki.
W ostatnim dniu roku smażone są masowo oliebollen – tradycyjny przysmak sylwestrowy, obok appelbeignet.
Na Dzień Króla oraz uprzednio na Dzień Królowej, a także gdy występuje Reprezentacja Holandii w piłce nożnej mężczyzn, sklepy i stoiska cukiernicze oferują ciastko tompoes udekorowane glazurą w narodowym kolorze holenderskim, czyli pomarańczowym, który związany jest historycznie z postacią Wilhelma I Orańskiego.
Z okazji narodzin dziecka członkowie rodziny, przyjaciele i znajomi są częstowani beschuit met muisjes, czyli sucharkami posypanymi drobnymi „myszkami” z cukru. Jest to stara tradycja, która przetrwała do dzisiaj. Dawniej biedni jedli na cześć narodzin dziecka w rodzinie biały chleb z cukrem, a jedynie zamożni sucharki posypane słodkimi „myszkami”.

## Holenderski fast food

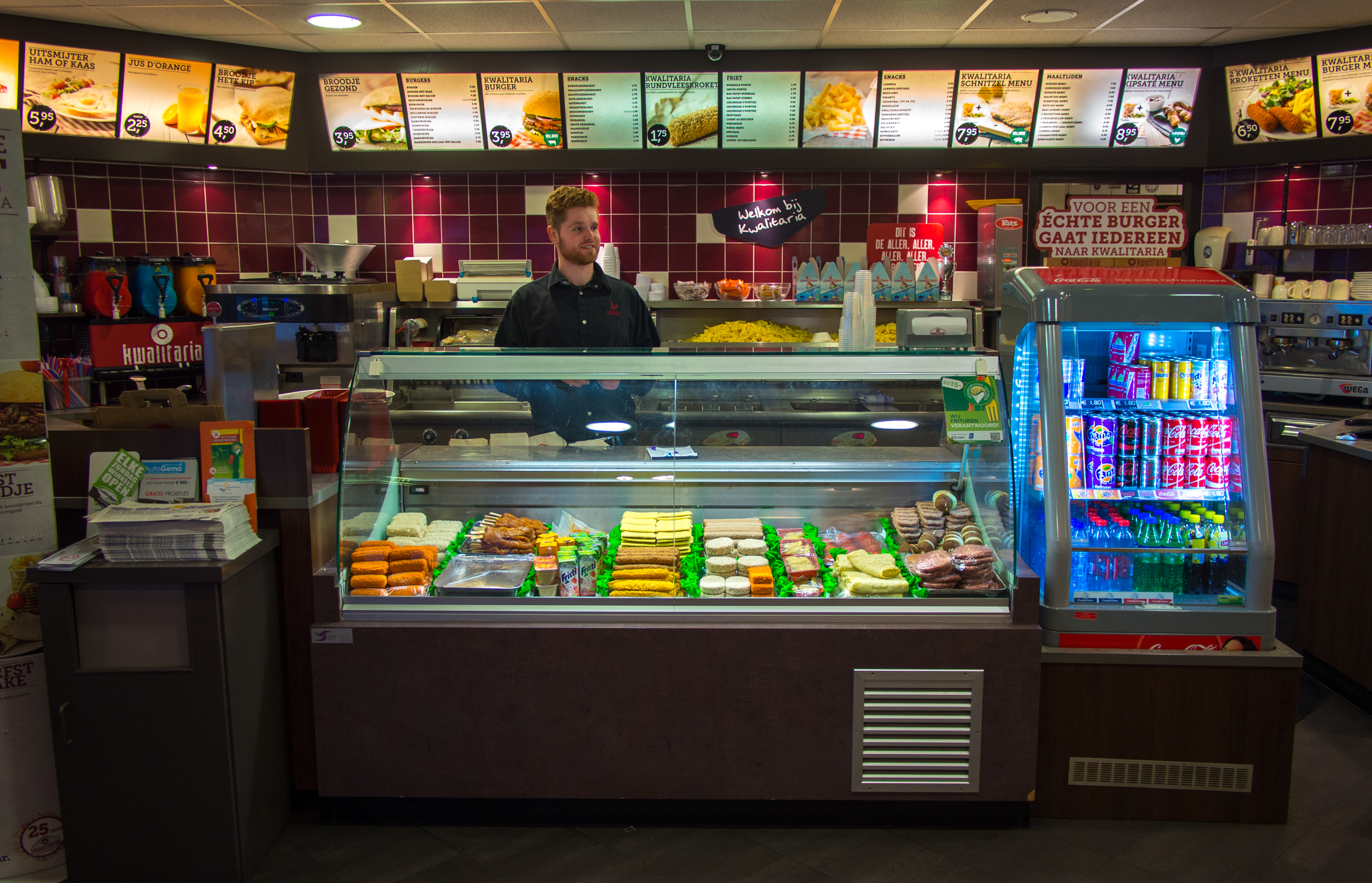
Wnętrze snack baru; 2015

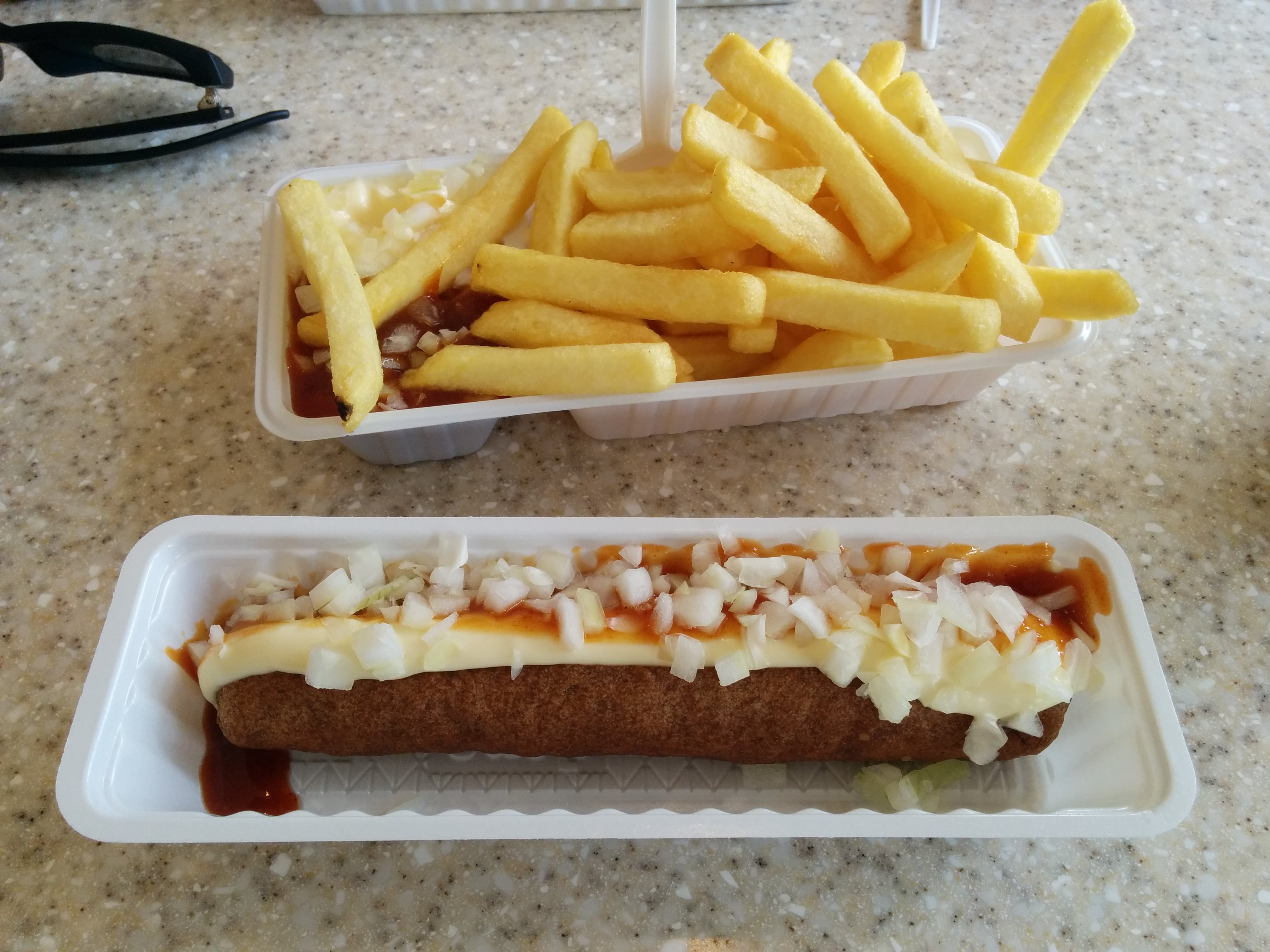
Patatje speciaal i frikandel speciaal

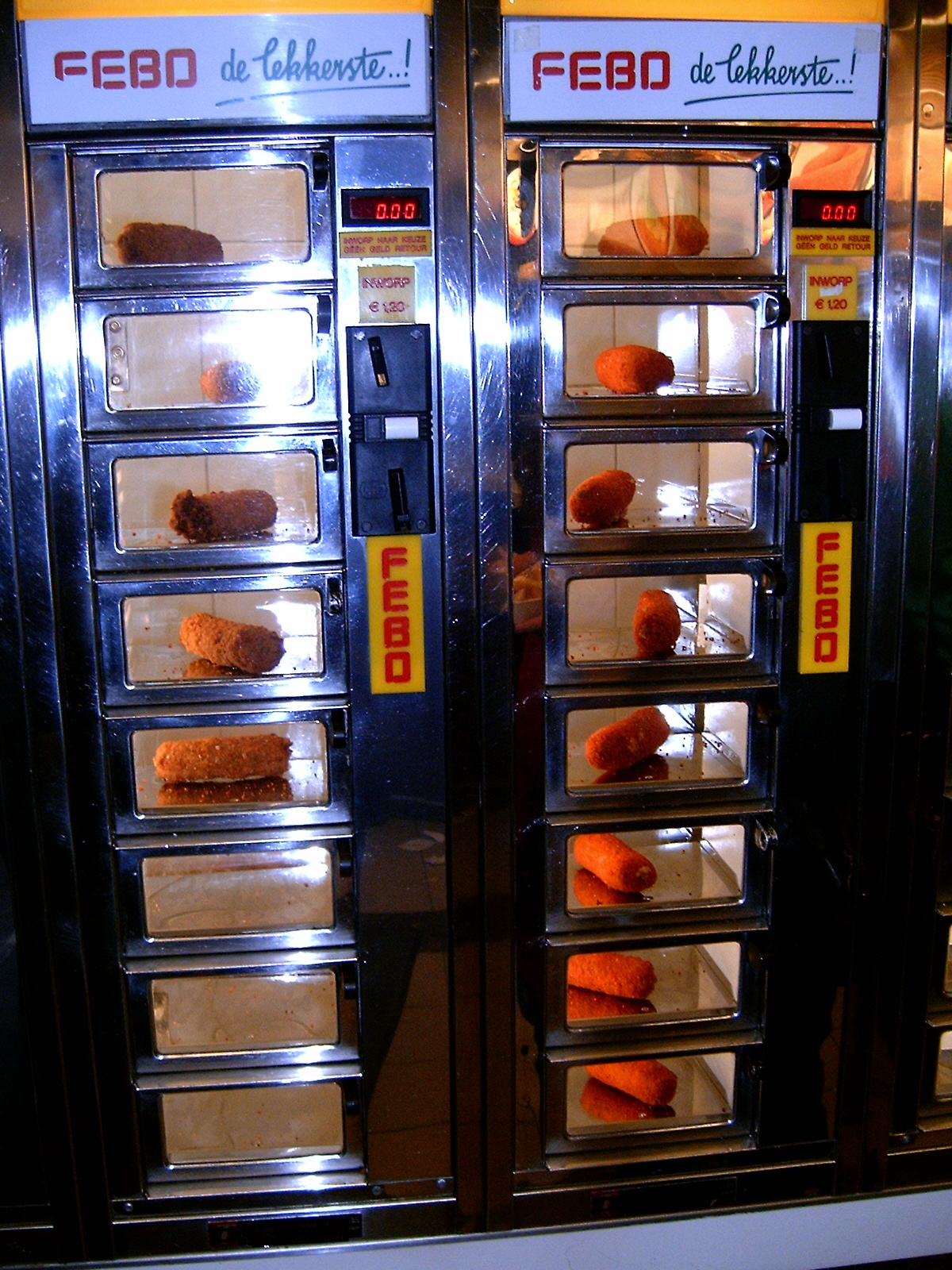
Automat z ciepłymi krokietami

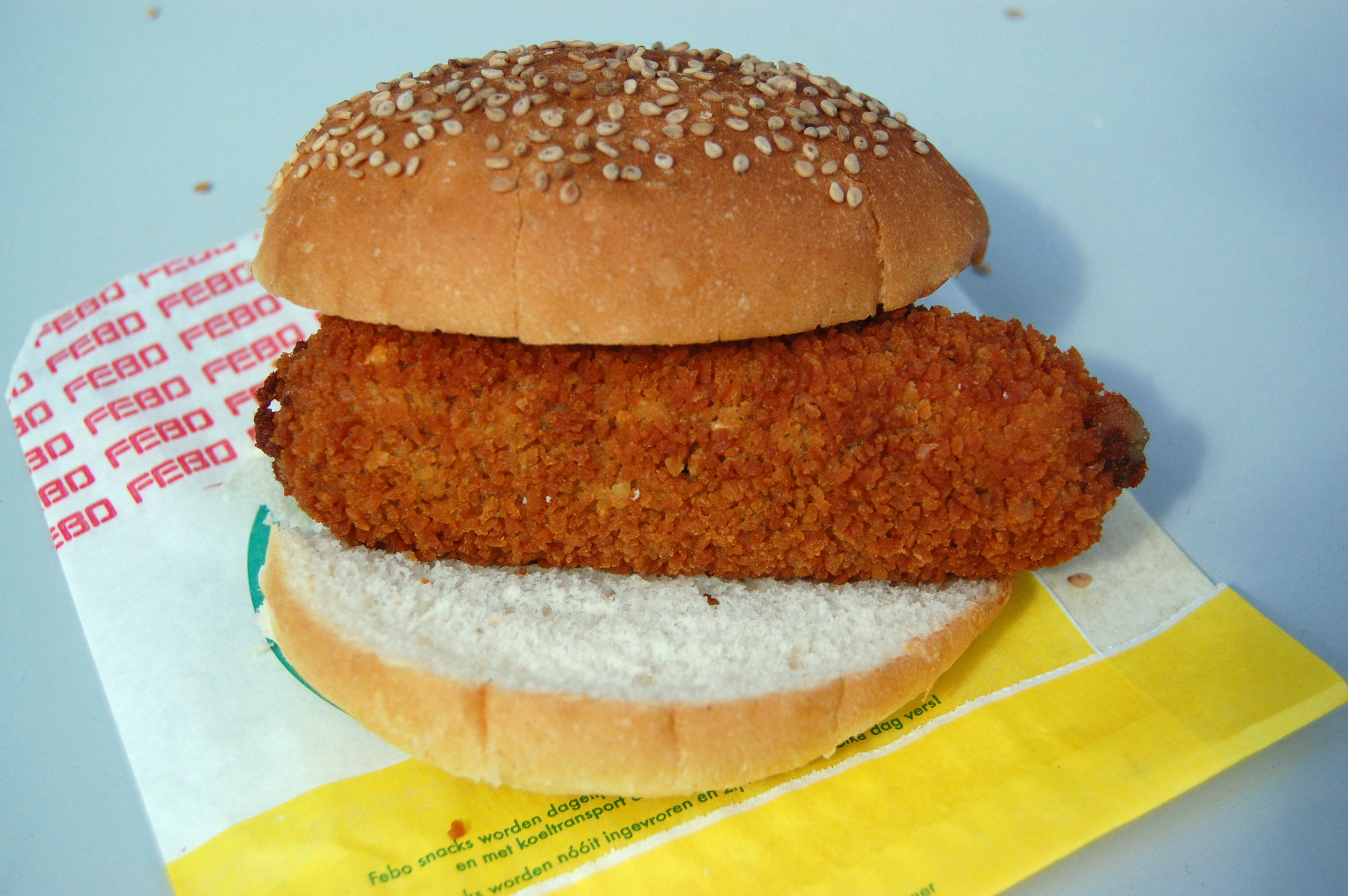
Bułeczka z krokietem

Fast food był popularny w Holandii, jeszcze zanim międzynarodowe sieci barów szybkiej obsługi opanowały rynek. Lokal gastronomiczny, w którym można szybko i w miarę tanio zjeść coś słonego w smaku, a nie słodkiego, nazywa się w Holandii snack barem (nid. snackbar). Określenie jest charakterystyczne dla języka holenderskiego; zrozumiałe, lecz rzadko używane przez Anglików i Amerykanów. Snack bary są urządzone w prosty sposób: mają wykafelkowaną podłogę i ściany, świetlówkę na suficie, ladę chłodniczą z przekąskami z przodu oraz urządzenie ze stali nierdzewnej do smażenia na głębokim tłuszczu z tyłu za ladą. Pierwszy holenderski snack bar został otwarty w 1915 w Utrechcie, lecz nazywał się wtedy jeszcze cafetarią. W 2010 było czynnych w całym kraju 4900 snack barów. Holenderskie snack bary różnią się od podobnych lokali gastronomicznych w sąsiednich krajach. Również oferowany asortyment produktów, przeznaczonych do smażenia na zamówienie klienta, jest unikalny.
Typowymi przekąskami, które można kupić w tradycyjnym holenderskim snack barze są:
- kroket (panierowany krokiet z gęstego wołowego ragoût, ma kształt grubego wałka średniej długości i chrupiącą skórkę[66][67]),
- gehaktbal (kotlet z mięsa mielonego wołowo-wieprzowego pół na pół, doprawiony do smaku gałką muszkatołową, ma kształt kulisty[68]),
- frikandel (brązowy wałek z różnych rodzajów mięsa oddzielanego mechanicznie np. z kurczaka i koniny albo kurczaka i wołowiny, z dodatkiem bułki tartej i boczku, doprawiony do smaku mieszanką przypraw, tzw. „kiełbaska bez skórki”[66][69]),
- bamischijf (panierowana porcja makaronu mie z warzywami i przyprawami, z dodatkiem mięsa z kurczaka, ma kształt prostokątny[66]),
- kaassoufflé (panierowany prostokącik z ciasta francuskiego nadziany pikantnym serem żółtym[66]),
- bitterballen (panierowane kuleczki o średnicy 3 do 5 cm z wołowego ragoût, o chrupiącej skórce; mała wersja krokieta; są także podawane jako zakąska przy piciu Jenever, czyli bitter(tje), nid. bitter – gorzki, stąd wzięła się ich nazwa)[66][70]),
- kipkorn (mięso z kurczaka uformowane w wałeczek pokryty panierką, w skład której wchodzą płatki kukurydziane[66][71]),
- braadworst (smażona kiełbaska z mięsa wołowo-wieprzowego w naturalnym jelicie świńskim, także nadająca się na barbecue[72]),
- viandel (wałeczek z miękkim nadzieniem mięsnym w środku, otoczony chrupiącą skórką[73]),
- nasischijf (porcja nasi goreng w kształcie krążka, pokryta panierką[74]),
- mexicano (mocno doprawione przyprawami mielone mięso, zawierające w swoim składzie koninę, wieprzowinę, wołowinę i mięso z kurczaka, w specyficzny sposób uformowane[75]),
- berenhap lub berehap (pokrojona na grube plastry wołowo-wieprzowa gehaktbal i poprzedzielana plastrami surowej cebuli, po usmażeniu polana sosem, np. z orzeszków ziemnych)[66].

Ponadto w snack barach są w sprzedaży szaszłyki, hamburgery, inne rodzaje krokietów itd. Można także zamówić przekąski pochodzące z kuchni surinamskiej, np. Surinaamse broodjes, czyli specjalne białe bułeczki z mięsem kurczaka marynowanym z przyprawami masala.
W każdym snack barze sprzedawane są również frytki (patat lub friet). Holendrzy najchętniej jedzą frytki z papierowej torebki w kształcie stożka z dużą porcją majonezu na wierzchu. W latach 70. i 80. popularnością cieszyły się frytki z majonezem i z sosem z orzechów ziemnych (pindasaus), w proporcji pół na pół, posypane (ręcznie) posiekaną surową cebulą, które nazywane są patatje oorlog. Obok wersji klasycznej obecnie dostępne są różne inne kombinacje frytek z sosami i posiekaną cebulą o najczęściej lokalnych nazwach. Aby uniknąć nieporozumień współcześnie klient woli powiedzieć jakie sosy życzy sobie na frytkach i czy frytki mają zostać posypane cebulą, czy nie. Ogólnie znaną kombinacją są frytki z majonezem i z sosem curry albo keczupem, posypane posiekaną surową cebulą, występujące pod nazwą friet speciaal lub patat speciaal. W Belgii, w Brugii, znajduje się muzeum poświęcone historii ziemniaka i frytek.
Fenomenen holenderskim są automaty do sprzedaży przekąsek, czyli aparaty z licznymi szklanymi drzwiczkami, za którymi znajdują się przekąski, najczęściej smażone, np. krokiety. Pierwszy automat sprzedający został zainstalowany w 1932 również w Utrechcie. Po wrzuceniu monet(y) we właściwy otwór można otworzyć drzwiczki i wyjąć przekąskę. Ta forma dystrybucji jedzenia, nieznana poza granicami Holandii, w dalszym ciągu intryguje zagranicznych turystów. „Najbardziej holenderską z holenderskich przekąsek”, bardzo charakterystyczną jedynie dla Holandii, jest młody, wypatroszony, solony śledź nazywany Hollandse Nieuwe lub maatjesharing. Jest sprzedawany w ulicznych kramach, ale także w snack barach. Je się go w bardzo specyficzny sposób – trzymając rybę za ogon w powietrzu nad ustami i z głową przechyloną do tyłu, wkłada się ją do ust.
Od lat popularne jest także kupowanie dań na wynos w restauracjach chińsko-indonezyjskich. Młodzi mieszkańcy miast chętne odwiedzają kioski oferujące szawarmę. Według danych, w 1960 nigdy poza domem nie jadło 85% ankietowanych, podczas gdy w 1980 zaledwie 25%.

## Produkty regionalne
Każda z 12 prowincji holenderskich posiada charakterystyczne potrawy, smakołyki lub uprawy.
Liczne produkty regionalne, które kiedyś były znane tylko w danym regionie, można obecnie nabyć także w innych regionach lub na terenie całej Holandii, np. od ponad wieku znane w Goudzie ciastka stroopwafels są dzisiaj sprzedawane w praktycznie wszystkich supermarketach, a Zeeuwse bolussen są wypiekane także w innych prowincjach holenderskich, a nie tylko w Zelandii, skąd pochodzą. Ser Gouda, który kiedyś był jedynie produktem regionalnym, wyrabianym przez chłopów z okolic Goudy, już od wieków jest eksportowany poza granice Holandii, a współcześnie jest także produkowany pod tą nazwą (niezastrzeżoną) na całym świecie.